# Historia Niemiec
Historia Niemiec – obejmuje dzieje państwa i narodu niemieckiego.
Plemiona germańskie wywodziły się prawdopodobnie z południowej Skandynawii i północnych Niemiec. Od I wieku p.n.e. osiedlały się na terenie współczesnych Niemiec, w następnym stuleciu skutecznie opierając się ekspansji Cesarstwa Rzymskiego. W III w. n.e. na teren Niemiec przybyły kolejne plemiona germańskie, które zaczęły od tego czasu próby ekspansji na tereny rzymskie. Na skutek konsolidacji plemion i osłabienia państwa rzymskiego większość ziem cesarstwa zachodniego znalazła się pod ich panowaniem.
W roku 800 król Franków, Karol Wielki, został koronowany na cesarza zachodniorzymskiego, jednak jego imperium zostało podzielone już w 843 roku na podstawie traktatu w Verdun. Od tamtego czasu tytuł cesarski zanikał i pojawiał się, pozostając ostatecznie przy władcach wschodniej części podzielonego kraju, którzy przyjęli z czasem tytuł królów Niemiec. Ostateczne odnowienie tytułu cesarskiego królów Niemiec nastąpiło w 962 r., a cesarstwo rozpoczęło ekspansję na północną Italię i Burgundię, a także na ziemie zachodniosłowiańskie.
W późnym średniowieczu niezależność książąt niemieckich rosła, co znalazło odzwierciedlenie w Złotej Bulli z 1356 r., która uregulowała ustrój państwa jako monarchii elekcyjnej. W 1517 r. w Niemczech rozpoczął się ruch dążący do reformy Kościoła katolickiego, który doprowadził do powstania wyznań protestanckich. Ze względu na rozdrobnienie Niemiec, reformację wprowadzono w wielu niemieckich księstwach, podczas gdy część pozostała przy katolicyzmie. Spór religijny doprowadził do wojny trzydziestoletniej (1618–1648), którą zakończył pokój westfalski.
W XVIII w. o prymat w Niemczech walczyły monarchia Habsburgów oraz Prusy, jednak w 1806 r. imperium zostało formalnie rozwiązane w rezultacie wojen napoleońskich, a po upadku Napoleona w 1815 r. kongres wiedeński usankcjonował restaurację dawnych monarchii i powstanie luźnej federacji niemieckich państewek, nazywanej Związkiem Niemieckim. Jednocześnie liberalne idee rewolucji francuskiej uzyskały duże poparcie Niemców, co doprowadziło w 1848 r. do wybuchu Wiosny Ludów.
Sprawujący od 1862 r. urząd premiera Prus Otto von Bismarck doprowadził poprzez serię wojen z Danią, Austrią i Francją do zaprowadzenia pruskiej hegemonii w Niemczech, którą usankcjonowało powstanie w 1871 r. Cesarstwa Niemieckiego w oparciu o monarchię pruską. W następnych latach Bismarck zapewnił państwu silną pozycję na arenie międzynarodowej, jednak równocześnie Niemcy zaczęły stawać się państwem imperialistycznym, co prowadziło do konfliktów z państwami sąsiednimi.
Niemcy przystąpiły w 1914 r. do I wojny światowej w sojuszu państw centralnych, jednak na skutek braku sukcesów w starciu z aliantami w kraju wybuchła w 1918 r. rewolucja, w efekcie której cesarz oraz królowie i książęta państw wchodzących w skład cesarstwa abdykowali. Rozejm w Compiègne zakończył wojnę 11 listopada tego samego roku, a Niemcy zostały zmuszone do podpisania w czerwcu 1919 r. traktatu wersalskiego. Pokój wówczas zawarty był w wielu środowiskach niemieckich uznawany za efekt spisku liberałów i socjalistów przeciw armii, a narzucone w nim przez zwycięzców warunki za upokarzające. Wszystko to stało się jedną z przyczyn rozwoju nazizmu.
Po zakończeniu wojny Niemcy zostały republiką, jednak większość miejsc w parlamencie posiadały partie negujące republikę i jej ustrój oraz dążące do rewizji traktatu wersalskiego. Następujący w latach powojennych okres rozwoju kulturalnego i gospodarczego państwa nazywany był „złotymi latami dwudziestymi”, jednak w wyniku kryzysu gospodarczego z lat 1929–1933 do władzy doszła NSDAP pod wodzą Adolfa Hitlera.
Jeszcze w tym samym roku rząd Hitlera doprowadził do likwidacji parlamentaryzmu, przejął dyktatorską władzę i rozpoczął wprowadzanie totalitarnego ustroju państwa. Od 1935 r. Niemcy zaczęły także jawnie naruszać traktat wersalski i dążyć do jego rewizji, m.in. poprzez aneksję Czechosłowacji i Austrii.
W 1939 r. Hitler rozpoczął II wojnę światową, zajmując Polskę, a następnie Danię i Norwegię, Francję i Beneluks oraz Jugosławię i Grecję. Niemieckiej inwazji z powietrza oparli się natomiast Brytyjczycy, a sowieci zatrzymali niemiecką ofensywę pod Moskwą i Stalingradem. W okupowanej Europie Niemcy rozpoczęli na masową skalę eksterminację Żydów, Romów i innych narodowości uznawanych przez rasistowską ideologię nazizmu za niegodne istnienia, a narody takie jak Polacy poddano kolonialnemu wyzyskowi. Od czasu walk pod Moskwą i Stalingradem front wschodni posuwał się nieustannie na zachód w miarę postępów sowieckich, a w 1944 r. USA i Wielka Brytania po desancie w Normandii otworzyły front zachodni.
Po klęsce Niemiec i kapitulacji terytorium niemieckie podzielono na strefy okupacyjne, z których z czasem powstały prozachodnia, demokratyczna i kapitalistyczna Republika Federalna Niemiec i prosowiecka, totalitarna Niemiecka Republika Demokratyczna (1949 r.) oraz neutralna, demokratyczna Austria (1955 r.). Niemcy Zachodnie stały się jednym z inicjatorów i animatorów powojennego pojednania i integracji europejskiej, w efekcie czego powstała późniejsza Unia Europejska. Berlin, podzielony na sektory okupacyjne, od 1961 r. podzielony był murem berlińskim. W 1990 r. doszło do zjednoczenia NRD i RFN.

## Prehistoria

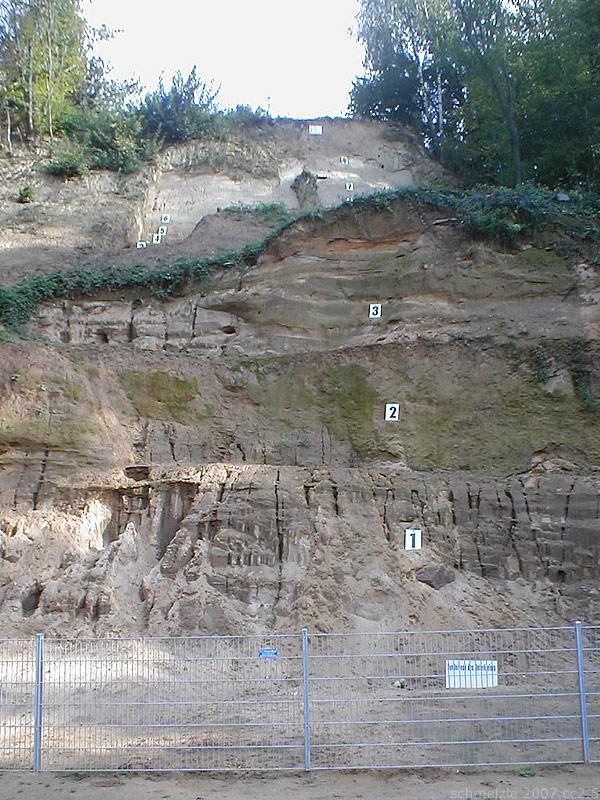
Mauer – miejsce odnalezienia człowieka heidelberskiego

### Epoka kamienia

#### Paleolit
Najstarsze ślady ludzi na terenach dzisiejszych Niemiec pochodzą z miejscowości Mauer koło Heidelbergu w Badenii-Wirtembergii. W roku 1907 odnaleziony został dobrze zachowany szkielet człowieka heidelberskiego (Homo heidelbergensis). Szacuje się, że żył 500 000 lat p.n.e. W tym czasie na terenie dzisiejszych Niemiec panował ciepły klimat śródziemnomorski. W późniejszym czasie, około 480 000 lat p.n.e., nastąpiło ochłodzenie, a od północy oraz w Alpach zaczęły tworzyć się lodowce, które zaczęły napierać na ląd. Znaczny obszar podalpejskich i północnych Niemiec aż po Średniogórze Niemieckie i Sudety pokryty został grubą warstwą lodu. Wolny od lodu pozostał tylko nieduży pas równoleżnikowy, na którym utworzyła się warstwa gleby lessowej. Około 420 000 lat p.n.e. klimat powtórnie się ocieplił i ludzie ponownie zaczęli się osiedlać na terenie Niemiec. Do dzisiaj właśnie z tego okresu znajduje się najwięcej pozostałości świadczących o bytności ludzi na obszarach Niemiec. Okres tego ocieplenia trwał do około 240 000 lat p.n.e, kiedy to znowu przyszło ochłodzenie tak znaczne, że między 240 000 a 175 000 lat p.n.e. lądolód skandynawski i alpejski pokrył całą Nizina Niemiecką i pogórze, aż po stare góry i wyżyny na południu. Oziębienie to spowodowało wyludnienie tych terenów na kolejne tysiące lat. Ludzie zaczęli wracać około 175 000 – 120 000 lat p.n.e. Tak jak poprzednio zajmowali się zbieraniem płodów natury oraz polowaniem na dzikie zwierzęta, jak mamuty, tury, nosorożce czy niedźwiedzie. Teraz jednak posunęli się nieco w rozwoju i z tego okresu archeologowie oprócz tłuków kamiennych znajdywali groty oszczepów, sztylety i noże. Z tego okresu znaleziono w pobliżu Düsseldorfu szczątki kostne datowane na 120 000 lat p.n.e. Nazwano go „neandertalczykiem” od doliny gdzie został znaleziony: Neandertal. 120 000 lat p.n.e.nastąpiło kolejne zlodowacenie, ale tym razem objęło tylko północną część Niemiec, nie wykraczając poza Pojezierze Meklemburskie. Zlodowacenie to ukształtowało też obecną rzeźbę terenu Niemiec, a zakończyło się około 10 000 lat p.n.e. Po ustąpieniu lądolodu zaczął się proces modulacji geograficznej przymorskich terenów, poprzez ruchy skorupy ziemskiej. Około 8000 p.n.e. nastąpiło na tyle mocne wywyższenie się terenu, że Bałtyk stał się słodkowodnym jeziorem oddzielonym od oceanu naturalną przegrodą lodową na linii Jutlandia – Półwysep Skandynawski. Po trzech tysiącach lat nastąpiło ponowne obniżenie terenu. Bałtyk znów mógł się połączyć z oceanem, przez co wzrosło zasolenie i zmieniła się flora i fauna akwenu.

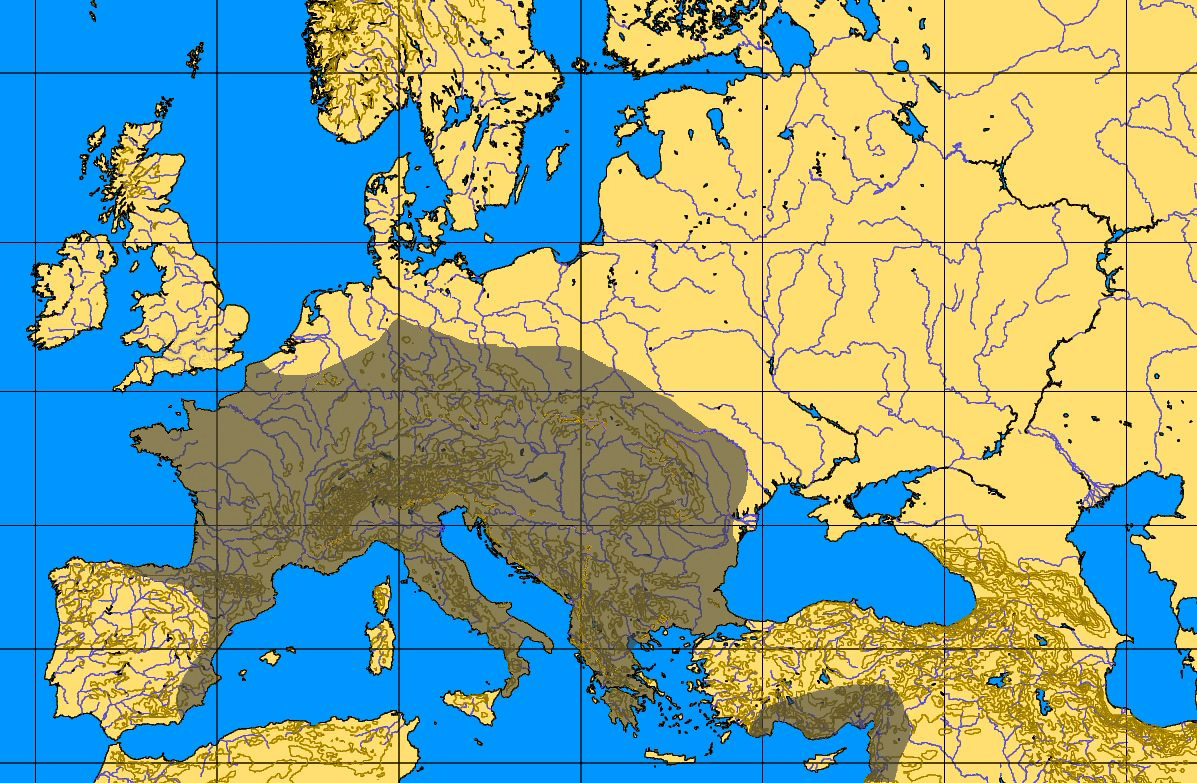
Zasięg kultury oryniackiej

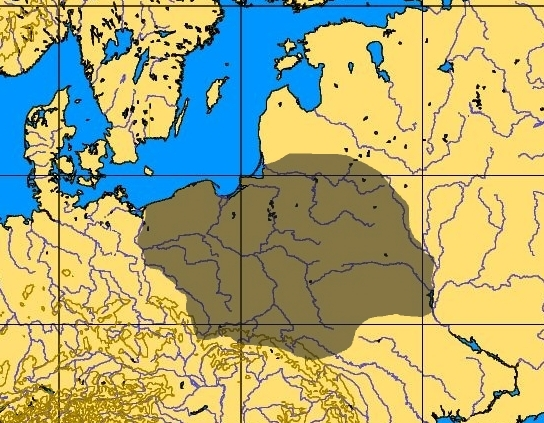
Zasięg kultury świderskiej

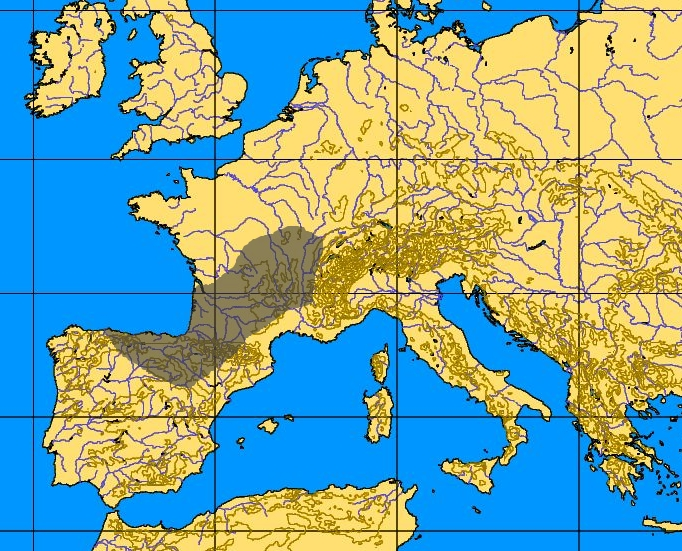
Zasięg kultury azylskiej

Wraz ze wzrostem temperatury oraz poprawą warunków klimatyczno-przyrodniczych rozwijała się kultura ludzka. Ludzie tworzyli coraz doskonalsze wytwory. Z tego czasu nie widać już prymitywnych tłuków pięściowych, natomiast pojawiać się zaczęły inne narzędzia kamienne wyróżniające się lepszym wykonaniem jak: groty do strzał, skrobaczki, czy noże. Przyrządy takie znaleziono m.in. przy pracach archeologicznych w jaskini Aurignac we Francji (Kultura oryniacka), oraz w środkowych i zachodnich Niemczech. Była to cywilizacja wyższa pod względem rozwoju od neandertalczyków, którą nazwano Homo sapiens fossilis. W podobnym czasie i na podobnym terenie odkryto ślady kultury graweckiej. Pod koniec paleolitu na teren Niemiec przybyli przedstawiciele kultury magdaleńskiej. Ślady ich obecności znaleziono na Wyżynie Bawarskiej, Szwabii, Turyngii i Łużycach. Pozostawili po sobie narzędzia z krzemienia, rogu i kości (groty, harpuny). Mniej więcej w tym samym casie, ale na nizinne obszary Niemiec z okolic Mazowsza przybyli przedstawiciele kultury świderskiej. Oni z kolei pozostawili po sobie krzemienne wyroby drobnych rozmiarów (mikrolity) oraz ostrza w kształcie liścia. Pomiędzy VII a VI tysiącleciem p.n.e. pojawili się przedstawiciele kultury azylskiej. Ich obecność stwierdzono w południowo-zachodniej części Niemiec. Ludzie ci posługiwali się już ciężkimi narzędziami kamiennymi oraz wyrabiali mikrolity.

#### Mezolit
W młodszym paleolicie i mezolicie uformowała się organizacja społeczna człowieka. Jej trzonem był ród. Wraz ze wzrostem przyrostu naturalnego, oraz coraz większą wymianą towarów pomiędzy sąsiadującymi rodami powstały plemiona.
W podobnym czasie, gdy na południu Niemiec, trwała paleolityczna kultura azylska, na północy Niemiec, u wybrzeży morskich, nad brzegami jezior i rzek pojawiła się już mezolityczna kultura maglemoska. Jej szczytowy punkt przypada na 7000 lat p.n.e. Ludzie ci zajmowali się rybołówstwem, myślistwem i zbieractwem, a używali do tego dość zróżnicowanych narzędzi. Były wśród nich wyroby wykonane z krzemienia, kości, jak i rogu. Pojawiły się topory krzemienne. Pomiędzy V a VI tysiącleciem p.n.e. u podnóża półwyspu Jutlandzkiego była jeszcze spora liczba osad, w których jedzono ostrygi. W kulturze maglemoskiej pojawiły się pierwsze prymitywne naczynia ceramiczne.

#### Neolit
W VI tysiącleciu p.n.e. nastąpiły przełomowe zmiany w sposobie zaspokajania konsumpcyjnych potrzeb człowieka. O ile wcześniej człowiek polował na zwierzęta i zajmował się zbieractwem, to teraz zajął się prymitywnym rolnictwem, a zwierzęta zaczął wprzęgać w swoją służbę. W neolicie za pomocą patyka i kamiennej motyki potrafił spulchnić ziemię, na której siał pszenicę, jęczmień, proso, groch, bób, soczewicę, len i konopie. Udomowił psa, bydło rogate, owce, świnie i drób, a także konia. Pierwotnie rolnictwo niemieckie rozwijało się na terenie południowych i środkowych Niemiec, gdzie gleba była najżyźniejsza. Wraz z rozwojem człowiek opuścił jaskinie i zaczął budować domostwa bliżej rzek, przeniósł się do bardzo dużych domów mogących pomieścić cały ród. Ściany wyplatane były z gałęzi i lepione gliną, a dachy kryte słomą lub trzciną. Na terenach Niemiec występował też inny rodzaj osad: pomieszczeniami mieszkalnymi były małe owalne chaty, w których mieszkały co najwyżej pojedyncze rodziny. Jeszcze inne osady (np. w Urmitz koło Koblencji) miała charakter typowo obronny. Było tam ogrodzenie palisadowe, wały i rowy.
Pod koniec IV tysiąclecia p.n.e. na tereny Niemiec zaczęła napływać z południa ludność kultury wstęgowej. Jako rolnicy i hodowcy ludzie ci wybierali tereny zasobne w żyzną glebę, które znajdowały się na terenie Wyżyny Bawarskiej i Szwabskiej oraz Średniogórza Niemieckiego.

### Epoka brązu
W dolinie rzeki Tollense na terenie dzisiejszej Meklemburgii-Pomorza Przedniego około roku 1250 p.n.e. stoczona została bitwa, znana współcześnie wyłącznie z wykopalisk archeologicznych na pobojowisku. Na podstawie przebadanego do 2016 roku fragmentu terenu badacze oceniają, że mogło w niej wziąć udział nawet 4000 walczących, z których około 750 poległo. Znaczna ich liczba pochodziła z terenów bardzo odległych od miejsca walki, a część była zawodowymi wojownikami. Wcześniejszy pogląd na dzieje Europy na północ od Alp nie wskazywał na możliwość toczenia konfliktów zbrojnych o tej skali i charakterze. Badacze spekulują, że zadziałał tu mechanizm podobny do opisanego przez Homera w odniesieniu do wojny trojańskiej, która zapewne toczyła się około 100 lat później: gromadzenie się niewielkich, pochodzących z różnych okolic grup wojowników w większą siłę dla osiągnięcia wspólnego celu.

## Germanie

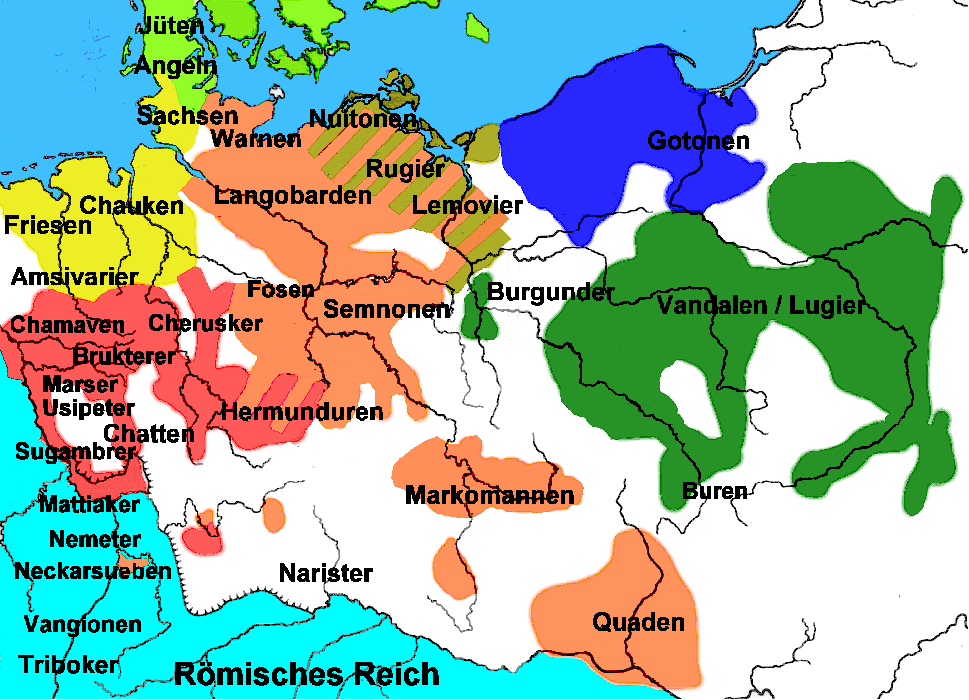
Mapa plemion ok. I wieku n.e. (na ciemnozielono kultura przeworska)

W X wieku p.n.e. plemiona germańskie przybyły na tereny dorzecza Łaby i Renu . Stopniowo zaczęły wypierać zamieszkujące tam wcześniej ludy celtyckie . Od końca II w. p.n.e. Germanie weszli w styczność z Republiką rzymską. Od I w. n.e. toczyli częste wojny z Imperium Rzymskim, które, stale powiększając swoje terytorium, wchłaniało terytoria germańskie . W granicach Cesarstwa Rzymskiego znalazły się obszary nad górnym i środkowym Renem (prowincje: Górna Germania Germania Superior oraz Dolna Germania Germania Inferior), a sama rzeka stała się granicą .
W IV w. Germania zostawała kilkakrotnie spustoszona przez plemiona wędrujące na zachód. Najazd Hunów na Europę w II połowie IV wieku rozpoczął wędrówkę ludów, w tym także Germanów, którzy opuścili tereny pomiędzy Łabą a Odrą, a na ich miejscu osiedlili się Słowianie, zajmujący także tereny w Europie Środkowej i Wschodniej.

## Pod panowaniem Franków

Imperium Franków za panowania Karola Wielkiego

W VI i VII wieku zachodnia część Germanii została podbita i włączona do państwa Franków. W I połowie VIII wieku benedyktyński mnich Anglosas Winfryd-Bonifacy schrystianizował Germanów. W 755 poniósł męczeńską śmierć i niedługo potem został wyniesiony na ołtarze. Frankowie zbudowali w Germanii organizację państwową i kościelną z ośrodkami (arcybiskupstwami) w: Akwizgranie, Moguncji, Kolonii, Hamburgu. W 768 królem Franków został Karol Wielki. Władca ten po długich wojnach saskich wygranych z Sasami i Longobardami (779-804) włączył do swojego państwa pozostałą część Germanii. Był on na ówczesne czasy najpotężniejszym władcą zachodniego świata. Za swojego panowania poświadczył własność ziem nadanych przez jego ojca Pepina Krótkiego papieżowi. Papież Leon III nie pozostając dłużny koronował Karola na cesarza 25 grudnia 800 roku w bazylice świętego Piotra w Rzymie. Karol Wielki spodziewał się, że poprzez koronację może narazić się jedynemu prawowitemu cesarzowi świata chrześcijańskiego – władcy Bizancjum – dlatego ogłosił się następcą Cezara i Konstantyna oraz przyjął tytuł augustus imperator. Na swojej pieczęci umieścił napis Renoviato Imperii Romani – Odnowienie Cesarstwa Rzymskiego. W ten sposób zostało odnowione cesarstwo rzymskie na zachodzie Europy, które trwało nieprzerwanie przez kolejny tysiąc lat.
Karol Wielki pod swoimi rządami zjednoczył znaczną liczbę księstw i królestw germańskich. Dzięki niemu Cesarstwo Niemieckie rozciągało się od rzeki Eidery (dzisiaj w Szlezwiku-Holsztynie) na północy po Tyber w środkowych Włoszech na południu, od Łaby na wschodnie po rzekę Ebro na zachodnie oraz od kanału La Manche po Balaton na Węgrzech. Cesarz ten rozpoczął organizować administrację państwową i kościelną, próbował reformować kalendarz, sztukę, literaturę oraz pismo i język. Funkcję głównego doradcy w sprawach kultury powierzył anglosaskiemu mnichowi Alkuinowi, do współpracy sprowadził uczonych z Italii i Hiszpanii. Rozwijał komunikację.

## Królestwo wschodniofrankijskie
Ziemie Karola Łysego
     Ziemie Lotara I
     Ziemie Ludwika II

Podział Monarchii Karola Wielkiego
Ziemie Karola Łysego
Ziemie Lotara I
Ziemie Ludwika II

Po śmierci Karola Wielkiego władzę po ojcu przejął Ludwik I Pobożny. Przed nim do sukcesji byli co prawda Karol Młodszy i Pepin Longobardzki, ale zmarli oni przed opuszczeniem tronu przez ojca. Ludwik jednak nie dorównywał ojcu zdolnościami i nie radził sobie ze wzrostem nastrojów separatystycznych oraz powstającymi buntami w Germanii. Sytuację komplikowały dodatkowo najazdy wikingów, Arabów oraz Węgrów. Po śmierci Ludwika Pobożnego w 840 roku państwo Franków ogarnęła wojna domowa toczona przez trzech pretendentów do tronu: najstarszego Lotara, średniego Ludwika, i najmłodszego Karola. W wyniku sporu na mocy traktatu w Verdun w 843 roku imperium zostało podzielone na trzy części: zachodnią – późniejszą Francję – dostał Karol, środkową: Fryzję, Lotaryngię, Alzację, Burgundię i Italię otrzymał Lotar, a wschodnią – późniejsze Niemcy – przypadły Ludwikowi. Jest on uznawany za pierwszego króla wschodniofrankijskiego. Poprzez ów podział powstał nowy układ państw który w nieco zniekształconym kształcie utrzymuje się do dziś.

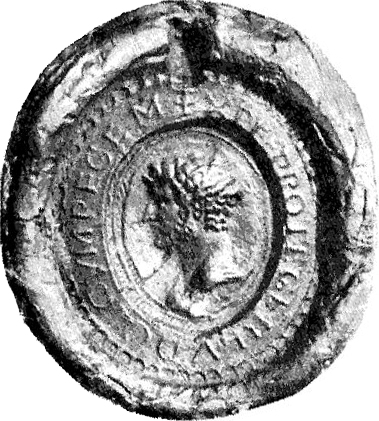
Ludwik II Niemiecki

W późniejszym czasie Ludwik z powodzeniem rozszerzał tereny państwa wcielając  Alzację, Lotaryngię, Fryzję, uzależnił Wielkie Morawy. Po jego śmierci (876) państwo rozpadło się na kilka luźno związanych ze sobą księstw. Jeden z synów Ludwika – Karol Otyły – zjednoczył dawne państwo Franków (na krótko), zdołał w roku 881 koronować się na cesarza, jednakże jego nieudolne rządy doprowadziły do detronizacji w roku 887. Po nim władzę przejęli kolejno Arnulf z Karyntii (król wschodniofrankijski od 887, cesarz w latach 896–899) i Ludwik IV Dziecię (900-911). Na Ludwiku wygasła męska linia Karolingów (we wschodniej części państwa Franków).

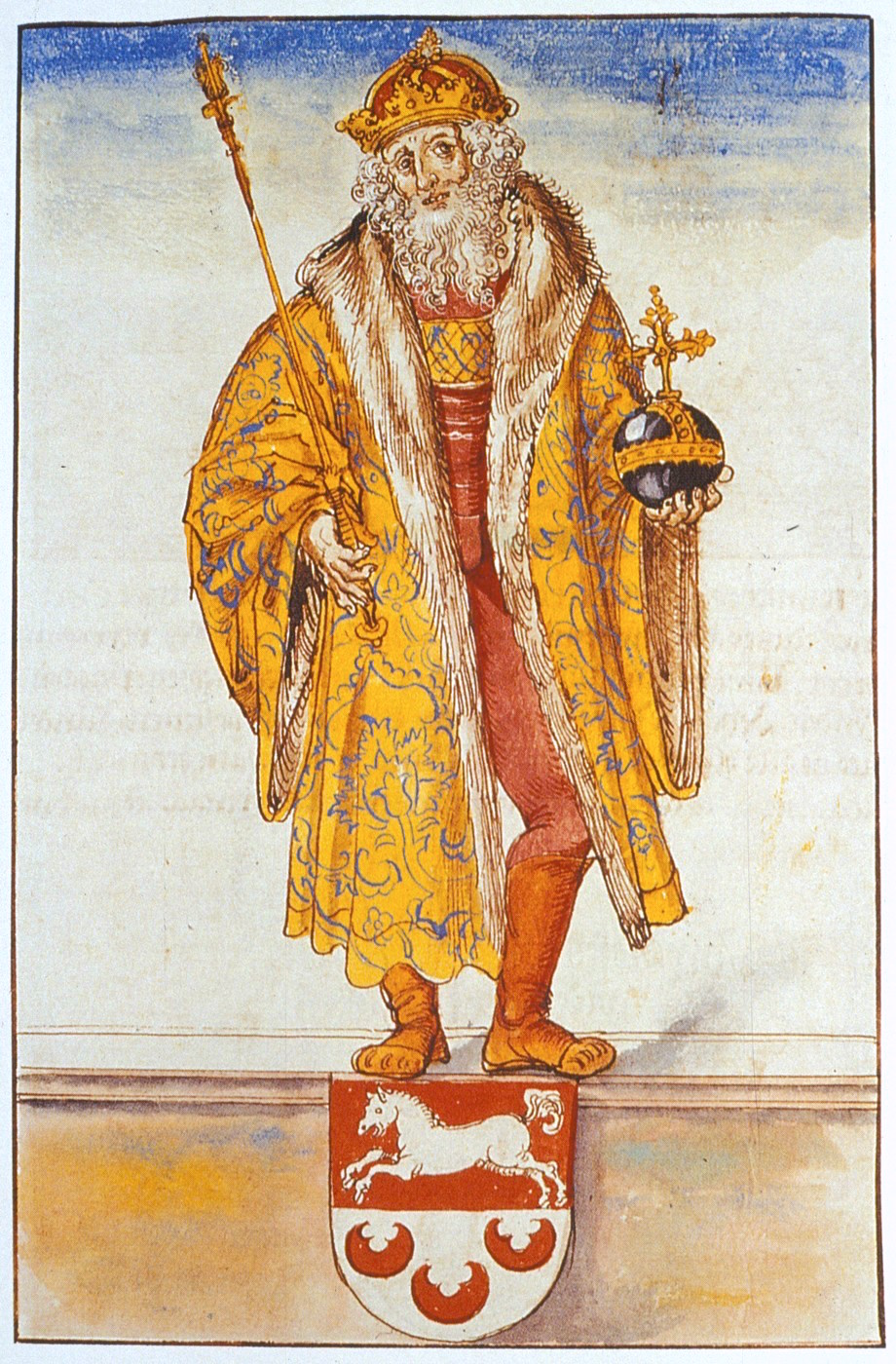
Otton I Wielki

### Dynastia Sasów
Plemienni książęta przekazali władzę Konradowi I (911-918). Po śmierci Konrada w roku 918 do władzy doszła dynastia saska panująca w latach 919–1024. Pierwszym królem z tej dynastii był Henryk I Ptasznik (919-936). Wybrany został wspólnie przez Sasów i Franków, a po pewnych ustępstwach i groźbach zaakceptowany jako król przez Szwabów i Bawarów. Za jego rządów niemieckie zdobycze na wschodzie sięgnęły Odry, zagarniając terytorium Słowian połabskich, tworząc na ich ziemiach Marchię Wschodnią. W 925 roku opanował Lotaryngię, powściągnął samowolę książąt plemiennych, opierając się na wysokich dostojnikach kościelnych (biskupach, opatach). W roku 926 zawarł układ z Węgrami, uzależnił nowo powstałe państwo czeskie – 929 (powstałe na gruzach Wielkich Moraw). Pod koniec życia w 933 roku odniósł zwycięstwo nad Węgrami nad rzeką Unstrut oraz zmusił władcę duńskiego do złożenia hołdu i płacenia corocznego trybutu.
Następcą Ptasznika był syn Otton I Wielki, który objął tron w roku 936 i rządził do śmierci w roku 973. W połowie X wieku, gdy Otton przebywał w Italii miał miejsce wielki najazd Węgrów na Bawarię i Karyntię oraz wybuch powstania Słowian Połabskich, zagrażając posiadłościom Ottona na wschód od Łaby. Szybko powróciwszy z Italii Otto rozbił Węgrów na Lechowym Polu w 955 roku i krwawo stłumił powstanie Wieletów. Po tych wydarzeniach nazywany był Wielkim. W 961 r. Otton koronował się w Mediolanie na króla Italii (Longobardów). Następną wyprawę do Włoch skierował do Rzymu, w którym papież Jan XII w 962 r. koronował go na cesarza. W zamian Otton odnowił protektorat cesarski nad Rzymem, a jego godność cesarska została uznana przez Cesarstwo Bizantyńskie. Jednocześnie Otto zmienił nazwę państwa na Królestwo Niemieckie.

## Święte Cesarstwo Rzymskie

Święte Cesarstwo Rzymskie ok. 1000 roku

W 962 roku, wraz z cesarską koronacją Ottona, powstało Święte Cesarstwo Rzymskie obejmując ziemie Królestwa Niemieckiego, Księstwa Czeskiego, Królestwa Italii, a od 1034 roku Królestwo Burgundii i przejściowo Księstwo Polskie, Węgierskie, Duńskie, Chorwackie. W 968 roku, z inicjatywy Ottona, powstała metropolia kościelna w Magdeburgu, obejmująca wszystkie ziemie Słowian podbitych przez Niemców. Za Ottona chrzest przyjął polański książę Mieszko I (960-992), który złożył hołd lenny Ottonowi (971) z ziemi lubuskiej i Pomorza Szczecińskiego.
W dniu 24 czerwca 972 roku, nad rzeką Odrą w okolicach grodu Cedynia, doszło do starcia znanego jako bitwa pod Cedynią. Armie niemieckie, dowodzone przez margrabiego Marchii Łużyckiej Hodona, wtargnęły na terytorium Mieszka I, łamiąc wcześniejsze porozumienia między władcą Polski a cesarzem. Starcie zakończyło się zwycięstwem wojsk Mieszka I i Czcibora.
Umierając Otton pozostawił całą władzę swemu pierworodnemu synowi Ottonowi II (władał w latach 973–983), którego ożenił z bizantyjską księżniczką. Otton II walczył z opozycją kierowaną przez bawarskiego księcia Henryka Kłótnika. Otton chciał odebrać Arabom południowe Włochy i połączyć je z podległą Niemcom północną Italią. Jego plany pokrzyżowała klęska jego wojsk w południowej Italii pod Crotone (982) i śmierć w wieku 28 lat w 983 roku.

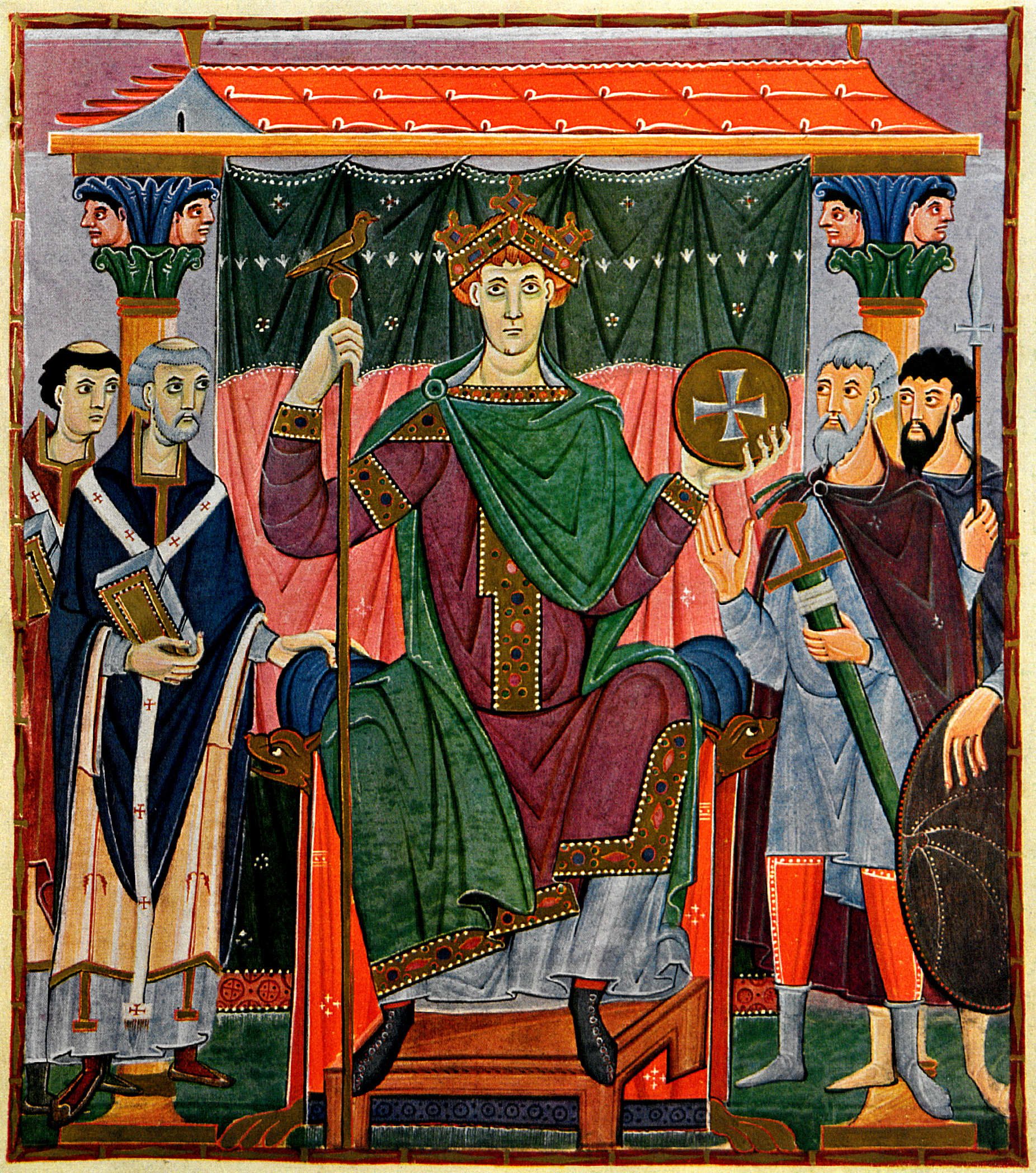
Otton III na tronie, miniatura z Ewangeliarza Ottona III

W roku 983 na króla przez arcybiskupa Moguncji Willigisa został koronowany Otton III (983–1002). Było to w chwili, gdy do Niemiec dotarła wieść o śmierci cesarza Ottona II. Niewiele brakło, a jego daleki wuj bawarski Kłótnik pozbawiłby go władzy. Matką Ottona była Greczynka cesarzowa Teofano, regentka za czasów małoletniości syna. Otton uzyskał gruntowne wykształcenie w wielu dziedzinach nauki. Jego nauczycielem był słynny uczony i myśliciel Gerbert z Aurillac. Król objął samodzielne rządy w 15 roku życia. Otton ogłosił odnowę Imperium Rzymskiego, chciał stworzyć imperium chrześcijańskie obejmujące Germanię, Galię, Italię i Słowiańszczyznę. Dążył jednak do tego celu drogą pokojową. Po śmierci papieża Jana XV Otton udał się do Italii, obsadził na Stolicy Apostolskiej swego kuzyna Brunona, który przyjął imię Grzegorza V. W tym samym roku został ukoronowany na cesarza. Otton chciał na stałe osiąść w Rzymie, jednak opór ze strony saskich feudałów zwrócony przeciwko jego planom zmusił go do powrotu do Niemiec. W 997 roku w Rzymie wybuchł bunt pod wodzą konsula Rzymu Krescencjusza, papież Grzegorz został zmuszony opuścić Rzym, a buntownicy dokonali wyboru nowego papieża Jana XVI. W rok później Otton wprowadzał Grzegorza do Rzymu, ukarał buntowników i antypapieża Jana XVI.

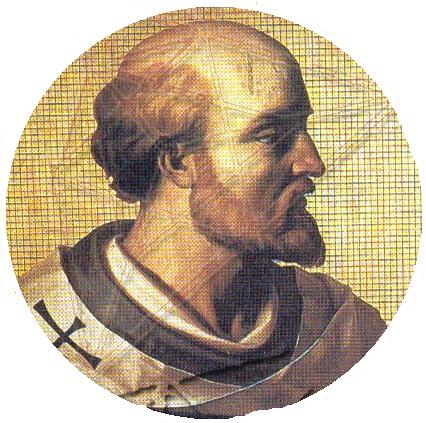
Papież Sylwester II

W lutym 999 roku zmarł papież Grzegorz V. Wybór Ottona padł na dawnego nauczyciela Gerberta z Aurillac, który przyjął imię Sylwestra II (999–1003). Sylwester dokonał kanonizacji męczennika biskupa Wojciecha i wyświęcił Gaudentego (999–1016) na pierwszego arcybiskupa nowo powstałej metropolii gnieźnieńskiej. Otton udał się do Polski, gdzie w 1000 roku miał miejsce zjazd gnieźnieński. Ostatnie dwa lata życia spędził w Niemczech, zmarł niespodziewanie w 1002 roku, nie zrealizowawszy swych planów znajdował się niedaleko Rzymu. Pochowany został w Akwizgranie. Władzę po Ottonie objął jego kuzyn, syn bawarskiego Kłótnika, Henryk (1002–1024). Henryk odrzucił plany Ottona. W latach 1002–1018 z przerwami trwała wojna polsko-niemiecka, w wyniku której polski książę Bolesław Chrobry przyłączył do swego państwa Milsko z Łużycami oraz Miśnię. Henryk zmarł bezdzietnie w roku 1024.
Następnym królem Niemieckim był Konrad II (1024–1039), pierwszy władca z dynastii salickiej. W pierwszych dwóch latach panowania umacniał swą władzę w Niemczech. W 1027 r. udał się do Rzymu po koronę cesarską. W 1028 r. zorganizował wyprawę na Polskę w trakcie wojny w latach 1028–1031, jednakże Polski król Mieszko II skutecznie obronił granice państwa. W latach 1028–1030 Mieszko zorganizował dwie wyprawy na wschodnie ziemie niemieckie. Drugą wyprawę Konrad przygotował lepiej: porozumiał się z wielkim księciem ruskim Jarosławem i władcą duńskim Kanutem Wielkim, w celu wspólnego najazdu na Polskę. W roku 1031 Konrad najechał Wielkopolskę, Kanut Pomorze, Jarosław Grody Czerwieńskie. Mieszka zaskoczył bunt braci i ich stronników w kraju, utracił władzę i zbiegł do Czech, gdzie został pojmany i okaleczony. Konrad zagarnął Miśnię, Łużyce i Milsko, w Polsce władze przejął starszy brat Mieszka Bezprym, który odesłał insygnia koronacyjne do Niemiec. Konrad udał się na zachód swego kraju do świeżo odziedziczonej po teściu Burgundii. Do 1034 roku rozprawił się z opozycją. W roku 1032 udał się do Merseburga, gdzie zmusił Mieszka II do rezygnacji z korony i wydzielenia dzielnic krewnym – Ottonowi i Dietrichowi. Ostatnie lata życia spędził na poskramianiu buntów i opozycji we Włoszech. Zmarł w 1039 roku w wieku 49 lat, całą władzę przekazał swojemu synowi Henrykowi III (1039–1056).
Nowy władca w roku 1039 lub 1040 poniósł klęskę od czeskiego Brzetysława. Brzetysław wykorzystał położenie i kiedy w Polsce nastało bezkrólewie po śmierci Mieszka II najechał bezbronny kraj, zniszczył siedziby biskupie w Poznaniu i Kruszwicy, stolicę kraju i arcybiskupstwa Gniezno, wywiózł z niego relikwie św. Wojciecha i pięciu innych męczenników, zrabował ogromne łupy, a w drodze powrotnej przyłączył do Czech Śląsk i Małopolskę. Upadek Polski zakłócił równowagę w Europie Środkowej, Henrykowi nie było na rękę wzmocnienie Czech. Młody władca udzielił pomocy synowi zmarłego Mieszka II, Kazimierzowi Odnowicielowi, w postaci 500 zbrojnych i części skarbów, jakie wywiozła z Polski matka Kazimierza, Rycheza.
Panowanie Henryka to okres największego rozkwitu cezaropapizmu, czyli dominacji cesarzy nad papieżami. Król cztery razy doprowadził do wyboru swojego kandydata na papieża (Benedykt IX, Damazy II, Leon IX i Wiktor II). W 1043 pokonał Brzetysława i z jego rozkazu 3/4 Śląska wróciło do Polski. Henryk uzależnił również od Niemiec Węgry, Chorwację, Danię. W 1046 został koronowany na cesarza przez papieża Klemensa II. Panowanie Henryka III to apogeum potęgi średniowiecznego cesarstwa. Cesarz zmarł w 1056. Papież Wiktor, przebywający wówczas w Niemczech koronował syna zmarłego króla, niespełna 6-letniego Henryka IV. Rządy regencyjne sprawowała cesarzowa Agnieszka z Poitou do 1065. Od początku samodzielnego panowania Henryk musiał zmagać się z opozycją Sasów. Ponadto popadł w konflikt z nowym papieżem Grzegorzem VII o inwestyturę. Cesarz uważał, że to on powinien nadawać godności kościelne na ziemiach Cesarstwa, jednak w wyniku ruchu reformatorskiego, który zrodził się w Cluny po stronie kościelnej pojawiło się przekonanie, że świecka instytucja nie powinna mieć wpływu na obsadzanie obrzędów kościelnych. W roku 1075 papież Grzegorz VII skierował do cesarza Henryka IV list, w którym zabronił nadawania papieży przez władców świeckich. Cesarz zignorował list i wypowiedział posłuszeństwo papieżowi. Ten zaś, na synodzie w Rzymie w 1076 roku, ekskomunikował go. Oznaczało to, że poddani cesarza zostali zwolnieni z nakazu posłuszeństwa względem władcy. Grzegorz VII ogłosił też, że po upływie roku ekskomunika stanie się ostateczna i nieodwołalna. Początkowo Henryk IV planował akcję zbrojną przeciwko papieżowi. Niemieccy możnowładcy zagrozili jednak wyborem nowego władcy. W obawie przed rebelią cesarz uznał, że musi skłonić papieża do odwołania ekskomuniki i na czele małego orszaku wyruszył do Włoch, aby ukorzyć się przed papieżem.
     Ludy germańskie przed 700 rokiem
     Ekspansja w od VIII do XI wiek
     Ekspansja w XII wieku
     Ekspansja w XIII wieku
     Ekspansja w XIV wieku

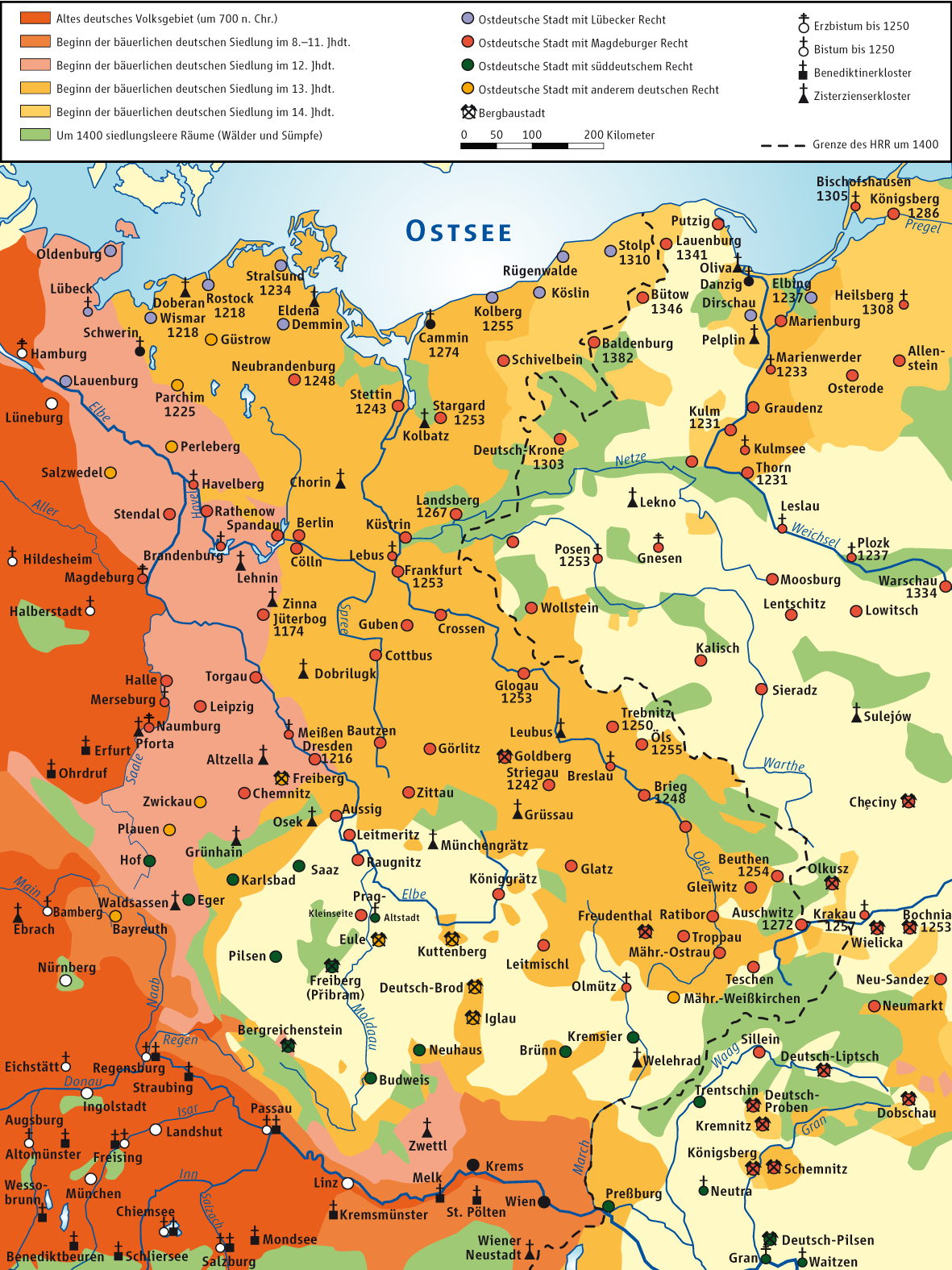
Fazy niemieckiej ekspansji na ziemie wschodnie (Austria, Połabie, Polska, Czechy i Prusy) wg Waltera Kuhna
Ludy germańskie przed 700 rokiem
Ekspansja w od VIII do XI wiek
Ekspansja w XII wieku
Ekspansja w XIII wieku
Ekspansja w XIV wieku

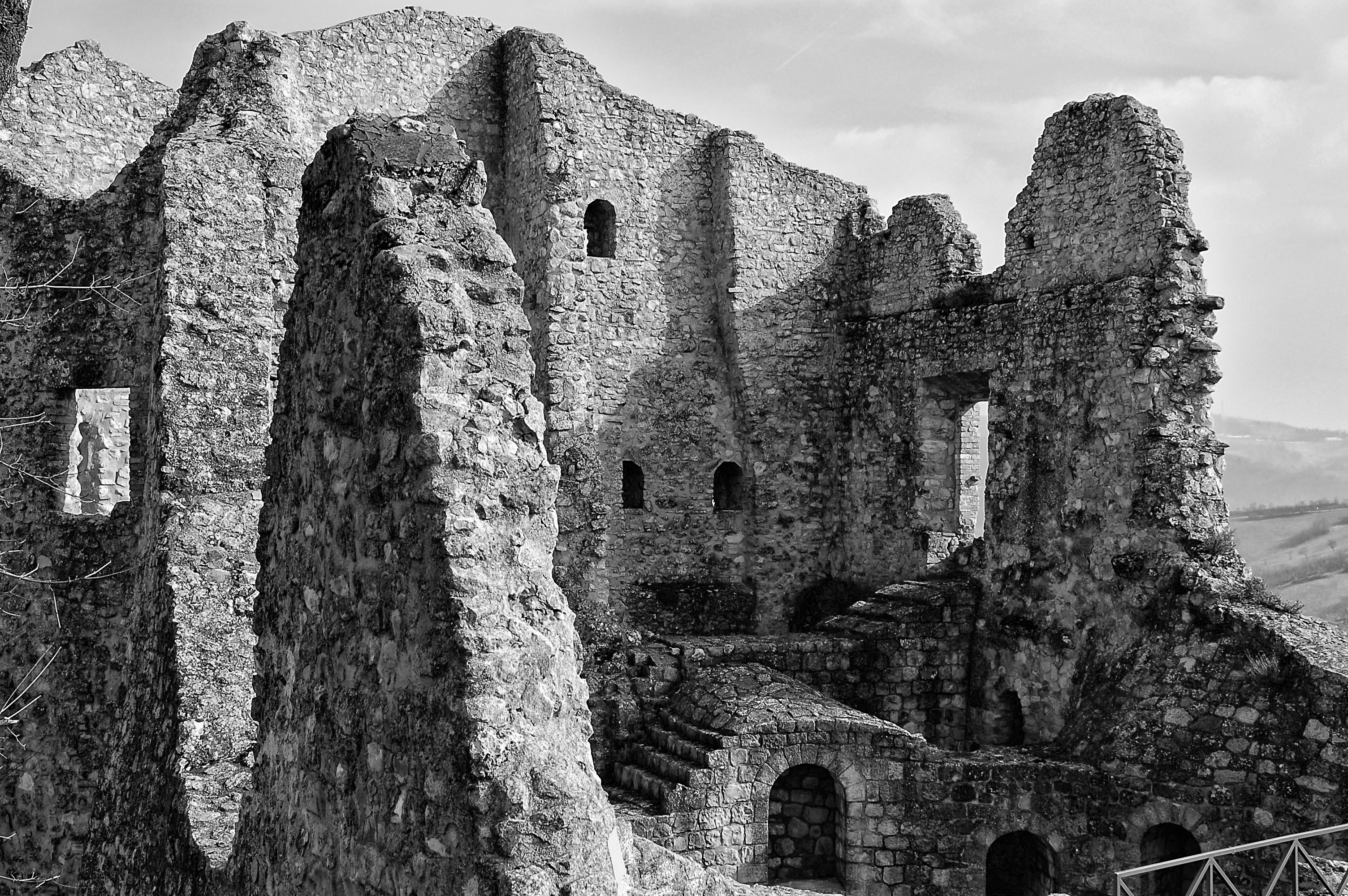
Zamek w Kanossie

Tymczasem Grzegorz VII, w obawie przed najazdem, podróżował po włoskich lennach Cesarstwa nakłaniając miejscowych możnych do poparcia go przeciw Henrykowi. W końcu schronił się na toskańskim zamku w Kanossie. 25 stycznia 1077 roku Henryk stanął pod murami twierdzy. Chcąc okazać skruchę czekał klęcząc na śniegu, w worku pokutnym i boso. Dopiero po trzech dniach Grzegorz spotkał się z nim i uchylił ekskomunikę. Henryk powrócił do Niemiec, gdzie zastała go nowa wojna domowa. Sasi obrali królem Rudolfa Szwabskiego. W bitwie stoczonej latem 1080 r. zginął główny adwersarz Henryka. W 1084 r. na czele armii Henryk wyruszył do Rzymu, w celu rozprawienia się z papieżem. Grzegorza uratował oddział Normanów, którzy uwolnili go z oblężonej Stolicy Apostolskiej. Zwycięski król dokonał wyboru antypapieża, który przyjął imię Klemensa III. W 1084 r. antypapież włożył na głowę Henryka koronę cesarską.

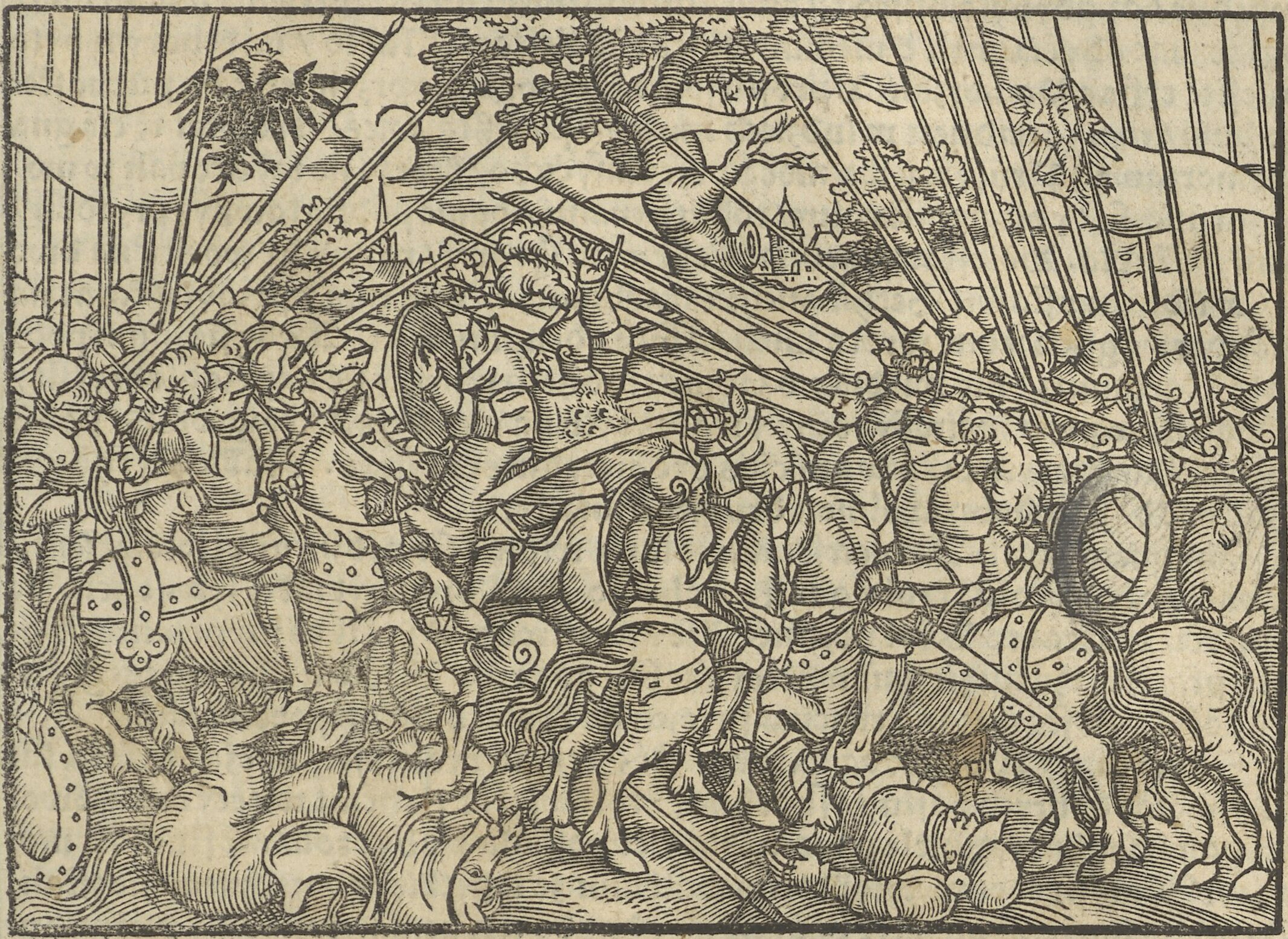
Bitwa na Psim Polu, drzeworyt z „Kroniki polskiej” Marcina Bielskiego (1564)

Ostatnie 20 lat rządów Henryka to dalsze walki wewnątrz Niemiec, upadek autorytetu cesarskiego. Opuszczony przez ostatniego stronnika Leopolda austriackiego Henryk został zmuszony do abdykacji w 1105 r. Zmarł na wygnaniu rok później. Władzę w Niemczech przejął jego syn Henryk V. W 1109 r. zorganizował wyprawę na Polskę, w celu wymuszenia podziału tego kraju pomiędzy dwóch braci: Zbigniewa i Bolesława. W okolicach Wrocławia wojska niemieckie poniosły klęskę w bitwie na Psim Polu. W 1111 r. został koronowany na cesarza przez papieża Paschalisa II. Okres panowania tego władcy to stopniowy, ale trwały upadek i rozpad polityczny Niemiec.
W 1122 r. zawarł z papieżem Kalikstem II Konkordat w Wormacji, kończący I spór o inwestyturę. Henryk zmarł bezdzietnie w roku 1125. Następcą Henryka został saski feudał Lotar z Suplinburga. Swoje piętnastoletnie panowanie poświęcił na ekspansję na wschód, w 1133 roku został koronowany na cesarza. Następną dynastią, która rządziła w Niemczech byli Hohenstaufowie (1138–1254). Konrad III brał udział w drugiej wyprawie krzyżowej, próbował zorganizować wyprawę na Polskę, ale bezskutecznie. Był pierwszym królem niemieckim, który nie koronował się na cesarza. Konrad toczył walki z opozycją Welfów.

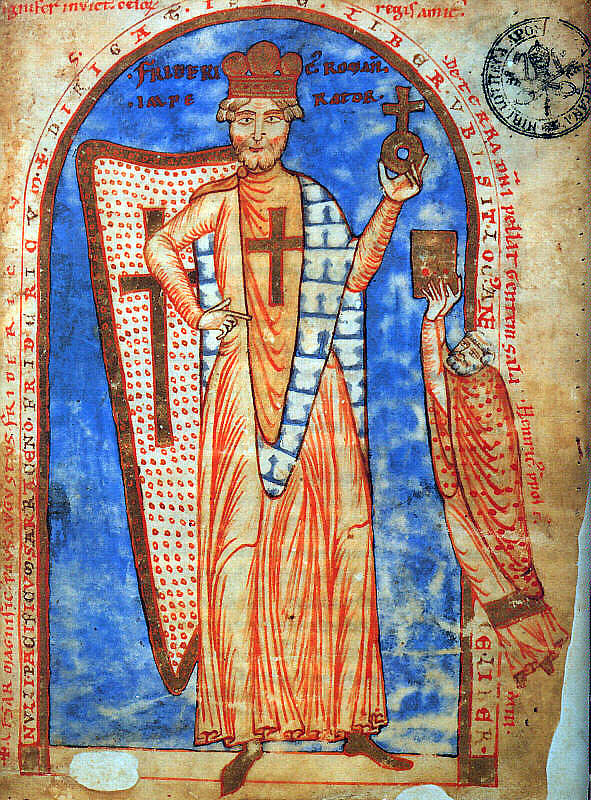
Fryderyk I Barbarossa

Święte Cesarstwo Rzymskie i Królestwo Sycylii pod rządami Hohenstaufów

W 1152 roku na niemiecki tron wstąpił młody, ambitny Fryderyk I Barbarossa. Przywrócił on pokój wewnętrzny Niemcom i zorganizował ekspansję na wschód. Margrabiom saskim wreszcie udało się na stałe ujarzmić Wieletów, Obodrzytów i zmusić, by przyjęli chrzest i jako książęta meklemburscy weszli w skład Rzeszy. Młody król zorganizował wyprawę na Polskę, która zakończyła się hołdem lennym złożonym cesarzowi przez seniora Polski Bolesława Kędzierzawego w Krzyszkowie. Fryderyk walczył z północnowłoskimi miastami wyłamującymi się z zależności niemieckiej. Cesarz, koronowany już w 1155, poniósł klęskę w bitwie pod Legnano (1176), jednak udało mu się narzucić zwierzchnictwo Italii. Rok później król ukorzył się przed papieżem Aleksandrem III w Wenecji. Fryderyk zorganizował również krucjatę do Ziemi Świętej, gdyż w 1187 egipski sułtan Saladyn zdobył Jerozolimę. Wyprawa wyruszyła w 1189, ale już rok później cesarz zginął, tonąc podczas przekraczania jednej z rzek. Dzisiaj Barbarossa uważany jest za najpopularniejszego cesarza wieków średnich, a jego śmierć, uważana za męczeńską, przysporzając mu popularności. Wystawne przyjęcia organizowane z okazji zjazdów książąt, ślub z Beatrix i triumf nad Henrykiem Lwem, oraz wyprawy krzyżowe na Bliski Wschód przyczyniły się do powstania mitu o Barbarossie.
Następny władca Henryk VI rządził do 1197 r., podczas jego panowania wzmocnili się Welfowie. Po śmierci młodego cesarza nastąpiła elekcja dwóch królów: zwolennicy Hohenstaufów obrali władcą brata zmarłego cesarza, Filipa I, zaś stronnicy Welfów Ottona IV. W 1208 Filip umarł, zaś Otton niedługo potem koronował się na cesarza. Faktycznie Otton nie sprawował żadnej władzy, zmarł w 1216 r.

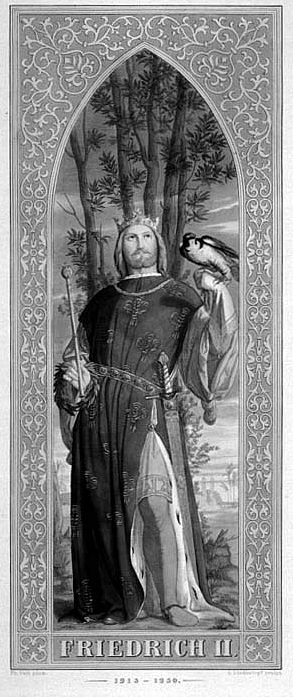
Fryderyk II Hohenstauf

W roku 1212 do Niemiec przybył król sycylijski, Fryderyk II Hohenstauf, syn Henryka VI, który odziedziczył po swojej matce Konstancji Królestwo Sycylii. Fryderyk rzadko przebywał w Niemczech, walczył z papiestwem i prowadził wojnę propagandową, dwa razy został ekskomunikowany. Próbował odzyskać Jerozolimę (co mu się na krótko udało). W obliczu rosnącej w siłę opozycji, Fryderyk w 1220 i 1232 roku wydał przywileje na rzecz niemieckich biskupów i książąt, które miały opłakane skutki, bowiem przyczyniły się do rozpadu Niemiec. Za rządów Fryderyka prowadzono trwałą germanizację Połabia, Pomorza, ziemi lubuskiej. Fryderyk zmarł w 1250 r.
Ostatnim królem niemieckim z dynastii Hohenstaufów był syn Fryderyka II – Konrad IV, sprawował on władzę tylko formalnie, gdyż przebywał w swoim włoskim królestwie Neapolu. Nie zdążył się również koronować na cesarza, gdyż zmarł już cztery lata po objęciu rządów, w 1254 roku. Po jego śmierci Niemcy pogrążyły się w tzw. „wielkim bezkrólewiu”, trwającym 23 lata i choć nazwa wskazywać by mogła, że nie było w tym czasie na tronie żadnego władcy, to jest to określenie największego osłabienia władzy królewskiej w Świętym Cesarstwie Rzymskim. Jeszcze po śmierci Konrada IV jego syn Konradyn próbował odzyskać Sycylię, ale został pokonany przez Karola Andegaweńskiego w bitwie pod Tagliacozzo i został pojmany i ścięty po pokazowym procesie pod koniec października 1268 roku w Neapolu.

## Okres od wielkiego bezkrólewia do 1618

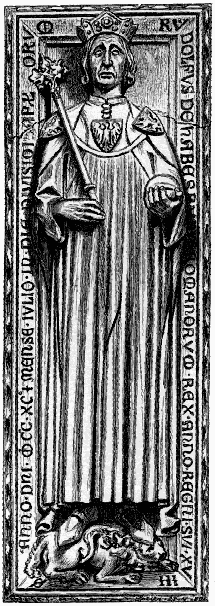
Rudolf I Habsburg

W czasie wielkiego bezkrólewia było de facto dwóch królów: Alfons X Mądry, król Kastylii, i Ryszard z Kornwalii, książę angielski. W tym też czasie znacznie osłabła władza centralna, a książęta niemieccy przejęli całą władzę w sprawach wewnętrznych swoich lenn oraz uzyskali decydujący wpływ na obsadzanie tronu królewskiego. Sytuacja zmieniła się w roku 1273, gdy doszło do wyboru nowego króla Rudolfa I Habsburga. Wzmocnił on władzę królewską i pokonał króla czeskiego, Przemysła Ottokara II, który uzurpował sobie prawo do korony niemieckiej. Wiek XIV to okres walk potężnych rodów: Habsburgów, Luksemburgów i Wittelsbachów oraz Nassau. Ostatecznie Luksemburgowie przejęli władzę w Czechach, Luksemburgu, zagarnęli również (na krótko) Węgry i zhołdowali Śląsk, Wittelsbachom przypadła Bawaria, Brandenburgia i Palatynat. Habsburgowie jednak przejęli tron Niemiec, którymi władali do 1806. W latach 1414–1418 trwał sobór w Konstancji, któremu udało się zlikwidować schizmę zachodnią i dokonać wyboru nowego papieża Marcina V. W XIV w. zmienił się ustrój Niemiec. Cesarz Karol IV w roku 1356 wydał Złotą Bullę. Bulla zagwarantowała jedność i niepodzielność obszarów, którymi władali elektorzy (Kurfürsten), nadawała im suwerenność w ramach cesarstwa i autonomię sądowniczą, elektorzy otrzymali wówczas prawo majestatu – traktowano ich jak królów. Dla cesarzy luksemburskich: Henryka VII (1308–1313), Karola IV (1346–1378) i Zygmunta (1410–1437) obszarami władania były Czechy. Dla cesarzy habsburskich terenami dziedzicznymi była Austria, Czechy i Węgry. Elektorzy nie mogli wybierać nowego króla przed śmiercią starego króla.
W 1410 r. wojska polsko-litewskie pokonały pod Grunwaldem armię krzyżacko-niemiecką. Od tej pory obszary we władaniu Niemców na Pomorzu zaczęły się kurczyć. Krzyżacy kolejno tracili: Żmudź, ziemię dobrzyńską, Nową Marchię, wreszcie całe Pomorze Gdańskie z ziemią michałowską, część Warmii i Mazur. W XV w. Habsburgowie opanowywali nowe ziemie, ale metodą mariaży i układów. W roku 1495 ustanowiono Sąd Kameralny Rzeszy (Reichskammergericht). Za panowania cesarza Maksymiliana I podjęto reformę Rzeszy – cykl działań podjętych przez Sejm Świętego Cesarstwa Rzymskiego (Sejm Rzeszy) z udziałem cesarza. Reformy miały na celu poprawę struktur państwowych i administracyjnych Świętego Cesarstwa Rzymskiego (Rzeszy). W roku 1512 na sejmie w Kolonii (uchwała kolońska) postanowiono, że najwyższą władzą Rzeszy stanie się Sejm, który w trzech kuriach – elektorów, książąt i miast Rzeszy, rozważać będzie propozycje zmian prawa przedstawiane przez cesarza. Wraz ze śmiercią cesarza w 1519 roku skończyły się też reformy. Próbował je wskrzesić jego wnuk, ale bezskutecznie.
Karol V (1519–1556) panował w jednym z największych imperiów ówczesnego świata: był cesarzem rzymskim, królem niemieckim, włoskim, sycylijskim i hiszpańskim, a także księciem burgundzkim. Pod jego panowaniem znalazły się też Niderlandy, rodowe władztwa Habsburgów (Austria, Karyntia, Tyrol), Neapol, Mediolan, wreszcie olbrzymie obszary w Ameryce Środkowej i Południowej, Karaiby i Filipiny. W 1526, gdy wojska węgierskie poniosły klęskę w bitwie z wojskami tureckimi pod Mohaczem (w której zginął król węgierski Ludwik II Jagiellończyk), brat Karola Ferdynand uzyskał korony Czech i Węgier (traktat w Wiedniu 1515).

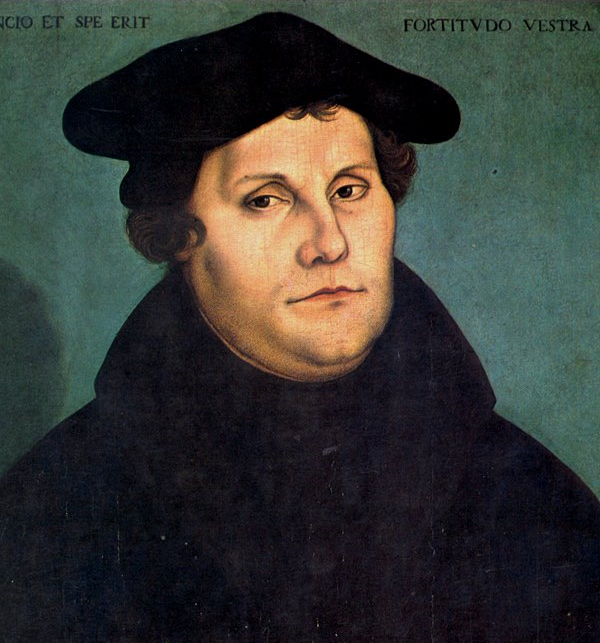
Marcin Luter, twórca reformacji

XVI wiek zapoczątkował trudny okres w dziejach Europy i Niemiec. W roku 1517 niemiecki zakonnik Marcin Luter ogłosił 31 października w Wittenberdze 95 tez, w których występował przeciwko sprzedaży odpustów, odrzucił kult świętych, hierarchię kościelną, sakramenty (oprócz chrztu i komunii), a także zwierzchnictwo papieża. W roku 1521 został wezwany przez Sejm Rzeszy (Święte Cesarstwo Rzymskie) w Wormacji. W rezultacie Luter najpewniej zostałby stracony, gdyby nie wzięło go w obronę kilku książąt Rzeszy. Skończyło się „tylko” na banicji. W tym samym roku papież Leon X wyklął zakonnika. Luter jednak zyskiwał potężnych sprzymierzeńców: książęta niemieccy opowiadali się za reformatorem, gdyż głosił, że musi nastąpić sekularyzacja dóbr kościelnych. W ten sposób książęta zyskiwali olbrzymie majątki. Chłopi pod wpływem poglądów Lutra żądali wolności czytania Biblii w języku ojczystym; gdy spotkali się z odmową, wzniecili krwawą rebelię, która ogarnęła kraj w latach 1524–1525. Jej przywódcą był dawny zwolennik Lutra Thomas Müntzer. Luter przerażony skutkami swych nauk poparł tłumienie ruchu. Stronnictwo Lutra próbowało blokować wszelkie uchwały sejmu w Wormacji, forsowane przez katolików. Stąd ich nazwa – protestanci. Niemcy podzieliły się na dwie części: północną – protestancką, której przewodzili elektorowie brandenburski i saski, oraz południową – katolicką, której przewodził cesarz.
Karol V, król niemiecki i cesarz z woli Boga, nie mógł i nie chciał dopuścić do rozprzestrzenienia się nauki Lutra. Poparł papieskie bulle, które potępiały tezy Lutra i ekskomunikowały go. Wojska cesarskie przystąpiły do pacyfikacji protestantów. Saski książę Jan sprzeciwił się prześladowaniom innowierców. W odpowiedzi cesarz wydał edykt w Wormacji, nakazujący wrócić protestantom do Kościoła katolickiego. W 1531 roku w mieście Schmalkalden protestanci zawiązali ligę obronną. Prowokacja skłoniła cesarza do ataku na Saksonię, gdzie Jan się bronił. W latach 1534–1535 miało miejsce powstanie mieszczańsko-chłopskie w Monastyrze. W 1546 r. wojna ogarnęła Niemcy, a Karol zaatakował najważniejsze ośrodki reformatorsko-protestanckie. Cesarza poparli książęta bawarscy i badeńscy, a także papież Paweł III. Do wojny po stronie saskiej przystąpiła Brandenburgia, Palatynat i Brunszwik, poparcie uzyskali też od Szwecji i Danii. Ostatecznie cesarzowi nie udało się zająć zbuntowanych księstw. W 1555 r. podpisano pokój w Augsburgu. Zgodnie z warunkami pokoju król uznał podział religijny Niemiec z zasadą: „Czyja władza, tego religia”. Oznaczało to, że kto ma władzę na danym terytorium, ten ma prawo narzucić poddanym swoje wyznanie, również podczas pokoju ostatecznie zatwierdzono dogmaty i filary luteranizmu, który przyjął oficjalną nazwę „kościół ewangelicko-augsburski”. Warto tu dodać, że o ile w innych państwach wciąż toczyły się wojny na tle religijnym, to w Niemczech po ogłoszeniu pokoju religijnego nastał najdłuższy pokojowy okres w historii Niemiec. W 1556 r. Karol V abdykował, dzieląc jednocześnie swoje posiadłości. Austrię, korony Czech i Węgier oraz cesarski diadem otrzymywał brat króla Ferdynand I, Hiszpanię, Niderlandy, część Burgundii, Neapol, Mediolan i zamorskie posiadłości otrzymywał syn Karola Filip. Cesarz przez całe życie walczył z Francją (1521–1558) o hegemonię we Włoszech. Również południowo-wschodnie granice państwa były zagrożone przez Turcję, która rozszerzała swoje wpływy w Europie. W I połowie XVI wieku powstawały inne ośrodki reformacji. Angielski król Henryk VIII początkowo popierał katolicyzm, jednak gdy papież Klemens VII nie dał mu rozwodu, król zerwał z Rzymem i ogłosił się głową Kościoła Anglikańskiego. Szwajcarski teolog Jan Kalwin opracował nową doktrynę, w 1541 r. ogłosił powstanie nowego kościoła o nazwie ewangelicko-reformowany, nowe wyznanie zdobyło zwolenników w Szkocji, Francji i Niemczech.

## Wojna trzydziestoletnia
Przez cały XVI wiek narastał konflikt pomiędzy protestancką czeską szlachtą i mieszczanami a katolickim, anty-reformatorskim cesarzem z rodu Habsburgów. 23 maja 1618 roku podczas sejmu stanów czeskich doszło do incydentu: Czesi wyrzucili posłów cesarskich z okna zamku w Hradczanach, następnie podpisali akt detronizacji króla Ferdynanda II i utworzyli prowizoryczny rząd czeski. Nowym królem został książę Palatynatu Fryderyk V. Cesarz nie mógł zaakceptować tego wyboru nie tylko ze względu na utratę władzy w Czechach, ale również ryzykowali utratą władzy w cesarstwie, ponieważ 4 elektorów zostałoby protestantami. Palatynat wypowiedział posłuszeństwo cesarzowi. Wojska królewskie przystąpiły do pacyfikacji Czech i Palatynatu. Ferdynand II z państwami Ligi Katolickiej pod przewodnictwem Bawarii krwawo stłumił powstanie. Zdarzenie zapoczątkowane na zamku w Hradczanach były początkiem wojny trzydziestoletniej, która trwała aż do 1648 roku. Chociaż wojna trzydziestoletnia, na którą składał się ciąg wielu wojen, spowodowana była przyczynami natury religijnej i chęcią odzyskania katolickiej jedności Europy, to jedną z przyczyn długiego jej trwania była chęć osłabienia cesarskiej władzy Habsburgów.

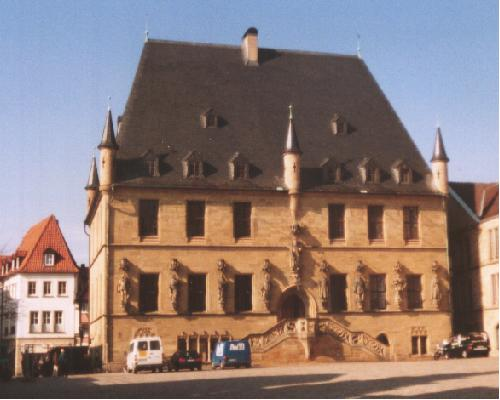
Ratusz w Osnabrücku – miejsce podpisania pokoju pomiędzy Cesarstwem i Szwecją

W roku 1620 Czesi ponieśli klęskę pod Białą Górą, władzę w kraju przejął Ferdynand. Zniósł odrębność Czech jako niezależnego państwa, od tego momentu Czechy zostały poddane trwałej i konsekwentnej germanizacji. Tymczasem elektor Palatynatu Fryderyk zbiegł. Po jego stronie stanęła Dania, a ponadto kolejne zbuntowane władztwa: Brandenburgia, Saksonia, Hanower, Brema i Meklemburgia. Cesarza wsparli: papież oraz królowie Polski i Habsburgowie z Hiszpanii. W czasie wojny tereny Niemiec w znacznym stopniu zostały zrujnowane. Na skutek klęsk głodowych i epidemii, które w szybkim czasie rozprzestrzeniały się po terenach objętych wojną, ludność Niemiec zmalała z 17 milionów przed rokiem 1618 do 10 milionów w roku 1648.
Wojnę trzydziestoletnią zakończył pokój westfalski podpisany 24 października 1648 roku w Münsterze (pokój między Świętym Cesarstwem Rzymskim a Francją i jej sojusznikami) oraz w Osnabrück (pomiędzy Habsburgami a Szwecją). Trzydziestoletni konflikt zbrojny udaremnił próby wzmocnienia władzy cesarzy przez Habsburgów, księstwa leżące w granicach Rzeszy niemieckiej stały się niezależnymi państwami, choć współpracującymi ze sobą na różnych polach i uznającymi honorowe zwierzchnictwo cesarskie. Wojna trzydziestoletnia zakończyła także epokę międzypaństwowych konfliktów religijnych.

## Od czasów wojny trzydziestoletniej do wojny siedmioletniej

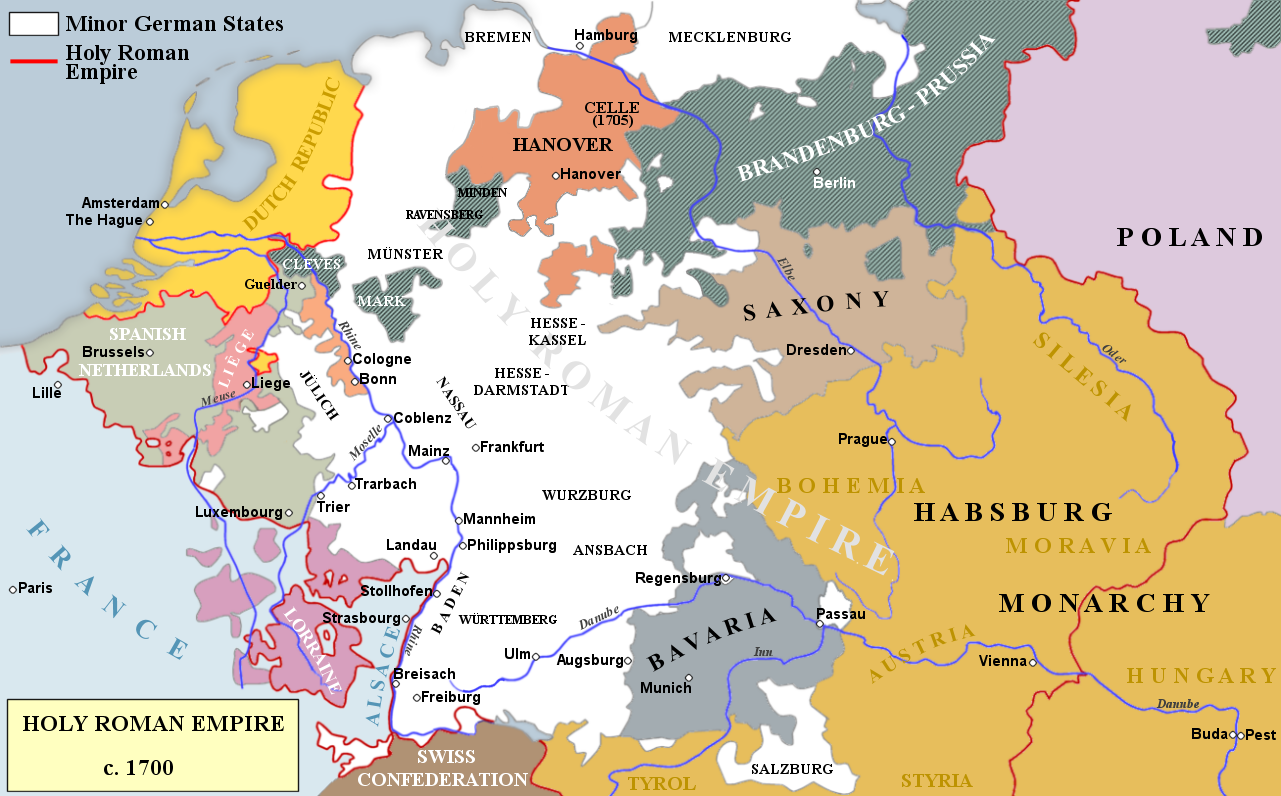
Święte Cesarstwo Rzymskie po traktacie w Rijswijk

Po zakończeniu wojny trzydziestoletniej terytorium Niemiec było w znacznym stopniu zniszczone i owładnięte nędzą, a odcięcie od atlantyckiego handlu światowego i owoców zdobyczy kolonialnych skutkowało głębokim zacofaniem Rzeszy. Podczas panowania we Francji króla Ludwika XIV w latach 1643–1715 rozpoczęto ekspansję na wschód i północ. Francja chciała zdobyć Ren, jako naturalną granicę pomiędzy Francją a Rzeszą.
Francuski król chciał umieścić na wschodnim brzegu rzeki przyczółki oraz zdobyć jak największy teren między Paryżem a Renem. Ponadto Francuzi chcieli przerwać strategiczną drogę wojskową łączącą północną Italię poprzez górny Ren i Alzację do Niderlandów. Wojska francuskie wdarły się do Alzacji i Palatynatu siejąc tam spustoszenie, ale opór oddziałów Rzeszy był bardzo słaby. Po zajęciu Strasburga w sierpniu 1681, w roku 1684 cesarz podpisał zawieszenie broni, na mocy którego w posiadanie Francji weszły wszystkie zdobyte obszary i miasta. Potwierdził to traktat w Rijswijk podpisany 20 września 1697 roku.
     Brandenburgia w 1600
     Prusy w 1600
     Zdobycze Prus 1600–1772
     Ziemie uzyskane w wyniku rozbiorów Polski (1772–1795)

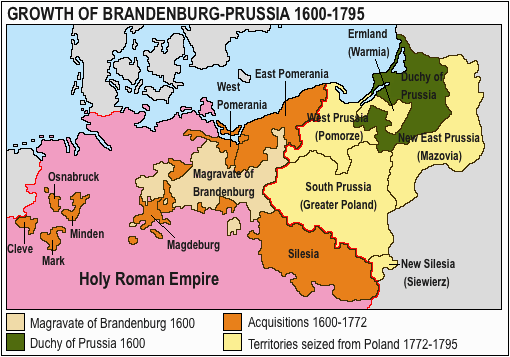
Rozwój terytorialny Prus
Brandenburgia w 1600
Prusy w 1600
Zdobycze Prus 1600–1772
Ziemie uzyskane w wyniku rozbiorów Polski (1772–1795)

18 stycznia 1701 elektor brandenburski Fryderyk III z rodziny Hohenzollernów koronował się na „króla w Prusiech” (sic!) (König in Preussen) przyjmując imię Fryderyk I Hohenzollern. Elektorat połączono z Księstwem Prus w jedno państwo. W roku 1740 zmarł cesarz Karol VI Habsburg – ostatni z rodu Habsburgów. Zgodnie z jego sankcją pragmatyczną, posiadłości Habsburgów miały być niepodzielne oraz mogły być dziedziczone przez kobiety. Cesarz miał tu na myśli przede wszystkim swoją córkę Marię Teresę. Gdy po jego śmierci na tron zasiadła Maria Teresa odmowa sankcji przez Bawarię, przy jednoczesnym przyjęciu przez większość państw europejskich doprowadziła do kryzysu, który przerodził się w wojnę o sukcesję austriacką. Prawo do tronu rościł sobie Karol VII Bawarski – ówczesny elektor Bawarii. Jednocześnie od roku 1740 w Królestwie Prus panował filozof na tronie Fryderyk II Wielki. Ideą przewodnią rządów Fryderyka było rozbudowywanie potęgi Prus przez wojny i podboje. Pragnął, by Prusy stały się europejskim mocarstwem, a nie hybrydowym księstwem. Przekształcił struktury państwa zgodnie z wymogami oświecenia. Z powodu niepewnej sukcesji Marii Teresy zaproponował jej sojusz i pomoc. Już w dwa miesiące po objęciu tronu, w grudniu 1740 roku wyruszył na austriacki wówczas Śląsk i przejął go w dwa miesiące. W późniejszym czasie zostało to nazwane I wojną śląską. Jakiś czas później, jesienią 1741 roku elektor bawarski Karol VII zajął Górną Austrię i Czechy, a 24 stycznia 1742 roku został wybrany cesarzem. I wojna śląska zakończyła się pokojem we Wrocławiu 11 czerwca 1742 roku, podpisanym pomiędzy cesarzową rzymsko-niemiecką Marią Teresą a królem pruskim Fryderykiem II Wielkim, na mocy którego Monarchia Habsburgów utraciła na rzecz Prus niemal cały Śląsk. II wojnę śląską (1744-45) Fryderyk II rozpoczął z obawy przed kontratakiem ze strony Austrii. Ta wojna zakończyła się pokojem w Dreźnie, który potwierdzał warunki pokoju wrocławskiego, jednak z pewnymi konsekwencjami dla króla pruskiego. Musiał on uznać Teresę za dziedziczkę Habsburgów, a jej męża Franciszka Stefana za cesarza Rzeszy. W wyniku różnych zawirowań, bitew i sojuszy wojna o sukcesję austriacką zakończyła się 18 października 1748 roku przez podpisanie pokoju w Akwizgranie. Ostatecznie najwięcej zyskało Królestwo Prus, które zatrzymało dla siebie Śląsk. Zdobycie Śląska, jednej z najbogatszych prowincji Cesarstwa było ważnym czynnikiem powodującym przekształcenie się Prus w mocarstwo europejskie. Jednocześnie powstanie silnych Prus spowodowało powstanie dwóch niemieckich państw naprzeciw siebie, wzdłuż linii Menu: Na południu było to katolickie Święte Cesarstwo Rzymskie rządzone przez Monarchię Habsburgów, na północy ewangelickie Królestwo Prus. 29 sierpnia 1756 roku wojska pruskie wkroczyły do Saksonii, tym samym wszczynając trzecią wojnę śląską i rozpoczynając jednocześnie europejski epizod wojny siedmioletniej (1756–1763). Przeciwko Prusom powstała koalicja w której skład weszły Austria, Francja, Rosja i większa część Rzeszy. Chociaż przewidywano, że Prusy z tej wojny nie wyjdą zwycięsko, to jednak geniusz strategiczny w połączeniu z graniczącą z autodestrukcją żelazną wolą i bajecznym szczęściem (Schulze 1999 ↓, s. 53) spowodował, że Fryderyk Wielki 15 lutego 1763 roku mógł podpisać zwycięsko w Hubertusburgu pokój na mocy którego utrzymał istniejące terytoria. Ponadto cesarzowa Maria Teresa zrzekła się ostatecznie praw do tego terenu, w zamian Fryderyk II wyraził swoje poparcie dla jej syna Józefa II w jego staraniach o koronę cesarską. Zawarcie pokoju w Hubertusburgu spowodowało, że Królestwo Prus osiągnęło rangę potęgi europejskiej.

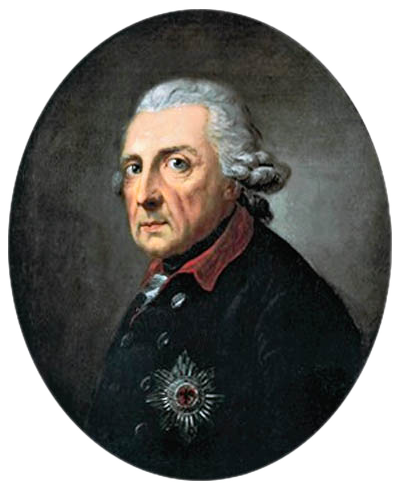
Fryderyk II Wielki cesarz uważany za najwybitniejszego władcę Prus

Po wojnie na znaczeniu zyskały Bawaria, Saksonia i Wirtembergia. Były to państwa tak samo suwerenne jak Francja czy Polska. Jednocześnie bardzo na znaczeniu straciło cesarstwo jako państwo. Jego rola była coraz mniejsza, a często istniał tylko jako byt prawny w niektórych urzędach (Nadworna Rada Rzeszy), Sąd Kameralny Rzeszy (Sejm Rzeszy). Po zakończeniu wojny siedmioletniej zaczęto zastanawiać się, nad reformą i odnową cesarstwa. W tym czasie istniało ponad trzysta mniejszych lub większych księstw na terenach zajmowanych przez szeroko pojęty „naród niemiecki”, a określenia „niemiecki” używano raczej bardziej do języka niż narodu.
W tym też czasie Fryderyk II Wielki wraz z Austrią zaangażował się w przejmowanie kontroli nad ziemiami polskimi (rozbiory). Ponadto reformy oświeconego absolutyzmu wprowadzone w XVIII wieku w monarchiach Prus i Austrii prowadziły do unowocześnienia i centralizacji administracji, skarbowości. Monarchie niemieckie modernizowały armię, zwiększając jej liczebność.

## Ziemie niemieckie w okresie rewolucji francuskiej

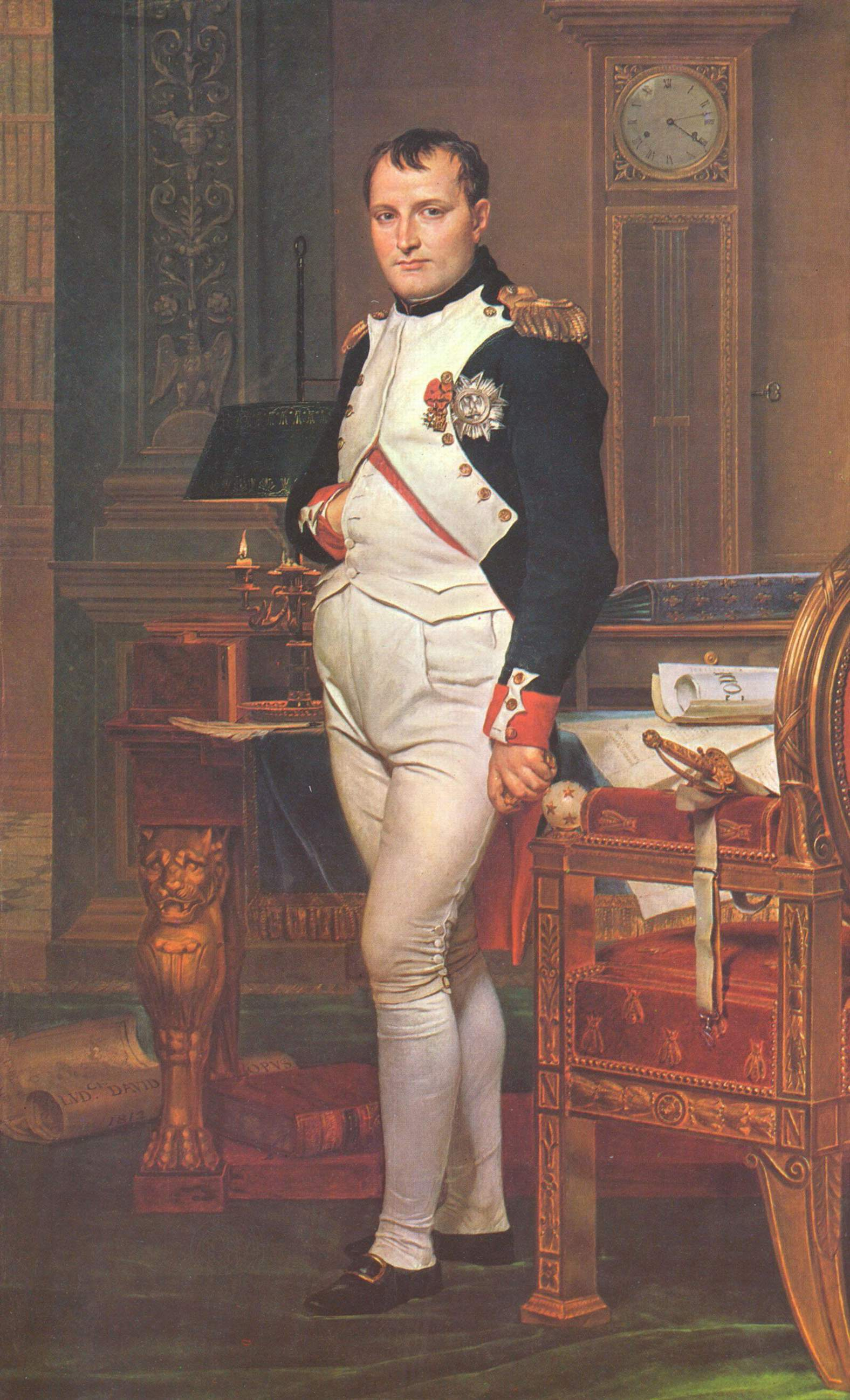
Napoleon Bonaparte

Tymczasem rewolucja francuska doprowadziła do ożywienia politycznego wśród Niemców, a zwłaszcza wśród młodzieży i studentów. W miastach akademickich można było dostać francuskie czasopisma, druki i ulotki. Skutkiem tego był przewrót polityczny w samej Rzeszy. Nowa organizacja państwa francuskiego doprowadziła do tego, że niektóre arcybiskupstwa utraciły swoje przywileje feudalne. Nie ominęło to też licznych baronów i hrabiów. Ludzie ci pomagali arystokracji francuskiej, udzielając jej schronienia i popierając działania antyrewolucyjne. Liczyli, że w ten sposób uda im się odzyskać utracone przywileje. W roku 1789 nastroje rewolucji francuskiej odczuwalne były też w kolejnych krajach niemieckich: Badenii, Wirtembergii, Palatynacie, w landgrafostwie Hesji-Kassel. Powstanie chłopów przeciwko stanom szlacheckim wybuchło w Bruchsalu, Trewirze, Akwizgranie, Boppardzie oraz w Kolonii. Powstanie chłopskie miało miejsce również w Saksonii. W Miśni siłą uwolniono kilkunastu aresztowanych uczestników powstania. Odbiło się to głośnym echem w całej Rzeszy.
Już w roku 1786 nowy następca tronu pruskiego Fryderyk Wilhelm II wydał rozporządzenie zaostrzające sankcje wobec chłopów odmawiających posłuszeństwa swoim panom. Mimo wszystko Fryderyk Wilhelm II, który był zaangażowany w konflikty wewnętrzne między mieszczanami i chłopami, nie angażował się w rozwiązanie rewolucji francuskiej. Zarówno on, jak i Józef II Habsburg zajęty pacyfikacją Niderlandów i wojną z Turcją uważali, że rewolucja jest doskonałą okazją do wykrwawienia wciąż silnego sąsiada. Niektóre ruchy Józefa II mogłyby świadczyć, że celowo chciał przeciągnąć rewolucję. Zgodził się na utworzenie rządu na uchodźstwie, oraz korpusu ekspedycyjnego pod dowództwem księcia Kondeusza. Cesarz Józef II zmarł 20 lutego 1790 i niejako uchroniło go to od podjęcia kroków wojennych. Jednakże już wcześniej zdając sobie sprawę z nadchodzącej śmierci Józef w 1789 roku poprosił Leopolda II Habsburga – dotychczasowego władcę habsburskiej sekundogenitura, aby ten przybył do Wiednia i został współregentem. Po śmierci Józefa II, arcyksiążę Leopold musiał się zmierzyć z napiętą sytuacją polityczną. Pierwsze jego decyzje miały na względzie złagodzenie opozycji wewnętrznej kraju, zapewnienia bezpieczeństwa od strony Prus oraz przyspieszanie przywrócenia monarchii austriackiej w Belgii, choć Wiedeń dobrze wiedział, że Prusy zachęcały Belgię od uzależnienia się od Austrii, oraz popierały rewolucję w Liège. Przeszkadzało to Leopoldowi w przywróceniu starego porządku, co uważał za główny punkt swojej polityki. Utratę tego kraju porównywał do „odcięcia ręki”.
Poprzez osłabienie Francji Prusy dostrzegły szansę na powiększenie swojego terytorium oraz wzmocnienie pozycji międzynarodowej. Ówczesny minister spraw zagranicznych Ewald Friedrich von Hertzberg kreślił wielkie plany aneksji i „rekompensat” względem innych państw, zwłaszcza Polski i Turcji. Jednym z jego projektów było oderwanie od Polski Gdańska i Torunia, a większej perspektywie również części województwa poznańskiego i kaliskiego (był to czas rozbiorów Polski). W 1790 Hertzberg zawarł przymierze polsko-pruskie podpisane w Warszawie 29 marca 1790 roku z Polską. Plan Hertzberga zakładał cesję Gdańska i Torunia dla Prus. W zamian Polska miała odzyskać Galicję kosztem Austrii (co miało być przedmiotem osobnych negocjacji). Jednak z planów nic nie wyszło, wobec uchwalonej we wrześniu 1790 deklaracji Sejmu Czteroletniego o niepodzielności ziem Rzeczypospolitej. Również w roku 1790 Prusy podpisały przymierze z Turcją.
Tymczasem cesarzowi niemieckiemu Leopoldowi II nie tylko udało się złagodzić opozycję, ale również zapewnić sobie jej przychylność. Nie wystarczało to jednak do rozpoczęcia rewindykacji Belgii. W tym czasie trwała wojna z Turcją i wiązało to siły militarne cesarstwa. Ponadto podpisany rozejm w roku 1790 między Polską a Turcją dawał możliwość konfrontacji pomiędzy Austrią i Prusami. Wymagało to więc utrzymywania wojsk w Czechach i Morawach. W takiej sytuacji najlepszym rozwiązaniem dla Cesarstwa Niemieckiego okazał się sojusz z Prusami. Rozwiązaniu takiemu sprzeciwiał się austriacki dyplomata, który kierował austriacką polityką zagraniczną Wenzel Anton von Kaunitz. Uważał, że sojusz z Prusami będzie równoznaczny z obowiązkiem podziału stref wpływów w Rzeszy. Wobec opozycyjnej postawy kanclerza, Leopold II zmuszony był do szukania nowych współpracowników odpowiedzialnych za politykę zagraniczną. Zostali nimi baron Anton von Spielmann i hrabia Johann Ludwig von Cobenzl. Rozmowami z Prusami, które odbywały się w Reichenbachu (dzisiejszym Dzierżoniowie) kierował von Spielmann. Na rozmowy ze stron Prus przybyli: Fryderyk Wilhelm II wraz z generałami, książętami i zaproszonymi gośćmi. Wśród nich byli m.in. Karol August z przyjacielem poetą Johannem von Goethe. W rozmowy zaangażowała się m.in. Holandia, której zależało, by uchronić się przed wypłatą Prusom subsydiów, które zgodnie z umową zależały od wybuchu wojny. W rozmowy włączyła się też Wielka Brytania, której przewodził premier William Pitt. Ostatecznie traktat podpisano 27 lipca 1790 roku. Ustalono, że między Austrią a Turcją nastąpi zawieszenie broni w wojnie austriacko-tureckiej oraz pokojowe rozwiązanie konfliktu. Ponadto Austria miała wstrzymać pomoc militarną dla Rosji w przypadku dalszego prowadzenia wojny rosyjsko-tureckiej. W zamian za to Leopold II miał otrzymać pomoc przy restauracji Belgii.
Leopold został wybrany cesarzem 30 września 1790 roku, a 9 października we Frankfurcie nad Menem odbyła się jego koronacja. 15 listopada tego samego roku w Bratysławie został koronowany na króla Węgier, a na króla Czech 6 września 1791 roku w Pradze. Po otrzymaniu korony cesarskiej zaczął przygotowywać się do przywrócenie panowania w Belgii. Przed Parlamentem Belgijskim odczytany został manifest cesarski przekazany przez Leopolda i choć spotkał się z dużą dezaprobatą ze strony większości izby, to w kraju rozpoczęła się żywiołowa dyskusja.
Belgowie zdawali sobie sprawę, że ze strony francuskiej nie mogą liczyć na pomoc. Belgijscy ugodowcy byli skłonni do ugody z cesarzem. Rewolucjoniści wzywali jednak do przetrwania bez udziału cesarza. Sytuacja wśród rewolucjonistów zmieniła się, gdy w najwyższym dowództwie armii powstańczej nastąpił kryzys. Armię opuścił Friedrich Wilhelm von Schönfeld, głównodowodzący powstańczej armii, a wraz z nim powstańców opuściło kilku wysokich rangą oficerów. W zaistniałej sytuacji parlament Belgii próbował iść na ustępstwo i na dziedzicznego władcę Belgii proklamował syna Leopolda – Karola Ludwika. W takiej sytuacji austriacki feldmarszałek Johann von Bender wyruszył na Brukselę, tłumiąc po drodze powstanie leodyjskie w biskupstwie Liège. 2 grudnia 1790 roku wojska austriackie przywróciły władzę Leopolda nad austriackimi Niderlandami, a w styczniu 1791 roku Leopold, wykorzystując mandat Rzeszy, zajął zbuntowane księstwo Leodium.

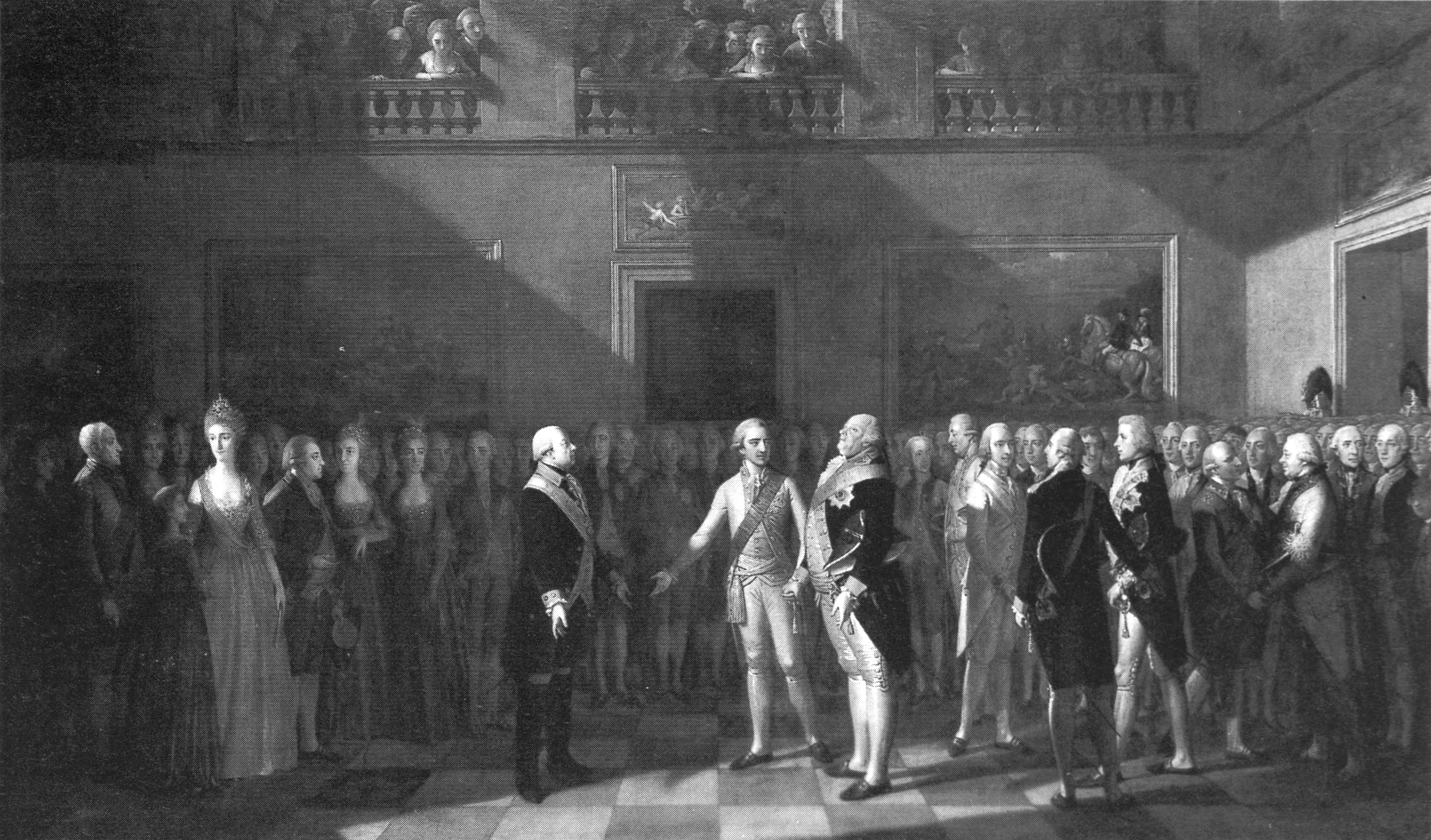
Spotkanie w Pillnitz w 1791, w centrum od lewej: Leopold II, Fryderyk August I, Fryderyk Wilhelm II; J.H. Schmidt, 1791

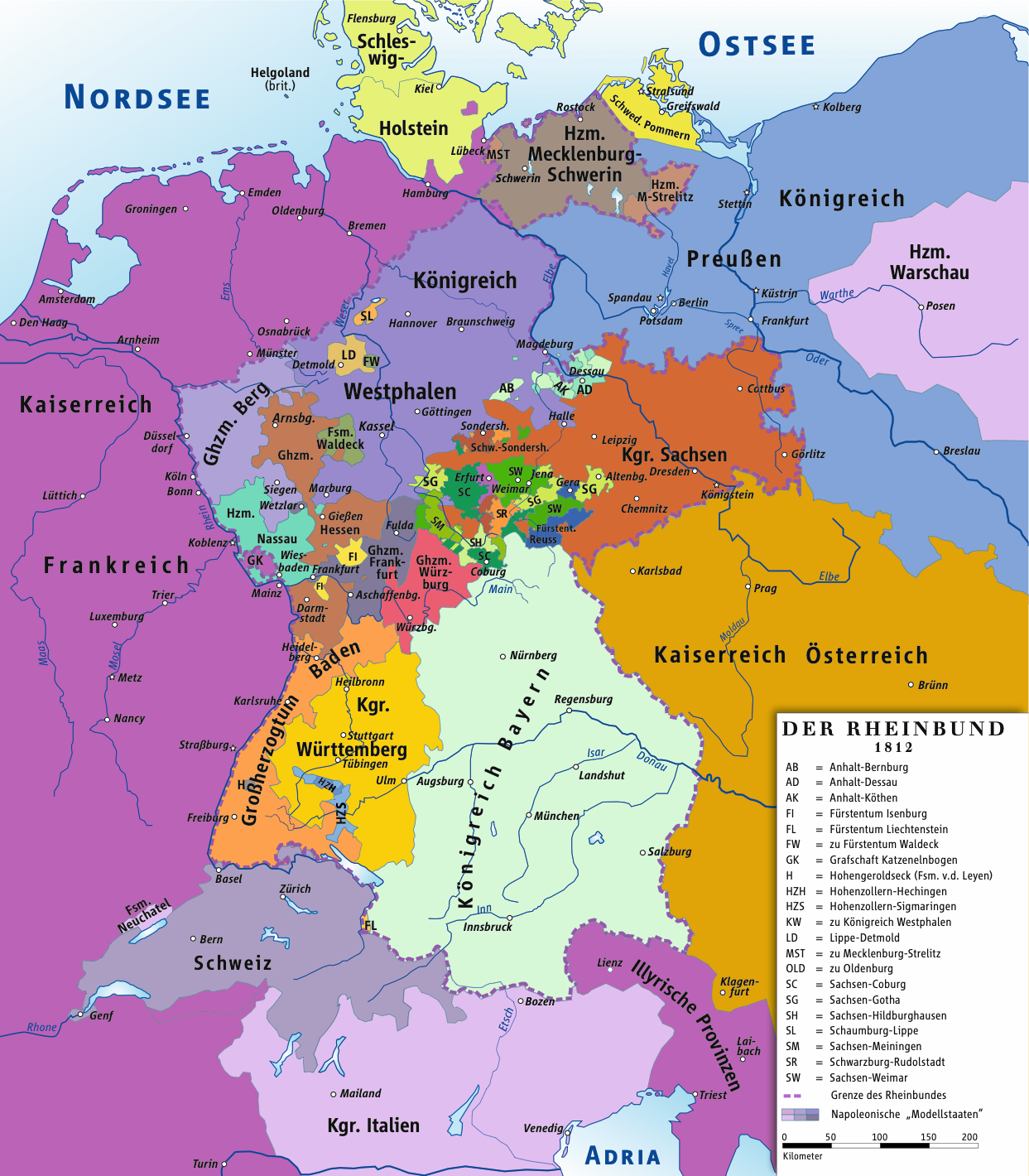
Związek Reński w 1812 r.

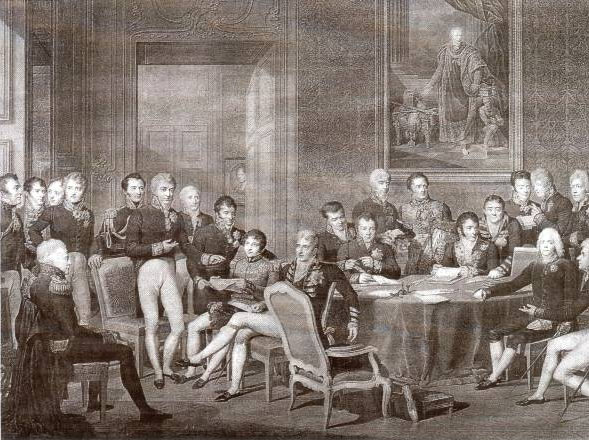
Kongres wiedeński w 1815 roku

6 lipca 1791 roku Leopold II do władców Prus, Anglii, Hiszpanii, Sardynii, Neapolu oraz Rosji wystosował list okólny, w którym zaproponował zwołanie kongresu europejskiego w Akwizgranie lub w Spa. Było to jednak działanie powierzchowne, gdyż dobrze wiedział, że Rosja zajęta jest sytuacją w Polsce, a Anglia nie miała konieczności wdawania się w kontynentalne działania rewolucyjne. Wkrótce potem doszło do spotkania władcy Prus króla Fryderyka Wilhelma II i cesarza Leopolda II w Pillnitz (dzisiaj dzielnica w Dreźnie). Powodem spotkania była sprawa zaangażowania się w działania przeciwko rewolucyjnej Francji, ale też sprawa polska, tj. uchwalenie przez nią 3 maja konstytucji. Po konferencji, która trwała od 25 sierpnia 1791 roku, zadecydowano o podpisaniu 27 sierpnia deklaracji pilnitzkiej. Deklaracja była swojego rodzaju oświadczeniem, że Władcy Austrii i Prus sprzeciwiają się rewolucji we Francji i pomogą królowi Francji w przywróceniu mu pełnej władzy. We Francji odczytano to jako deklarację wojny. Nie było na rękę Francuzom dopuścić do tego by Prusy i Austria się dogadały. Zarówno dyplomacja francuska, jak i Żyrondyści prowadzili tajne rozmowy z przedstawicielami Prus. Nie było to jednak łatwe, gdyż w Prusach przewagę stanowili zwolennicy wojny z Francją. Z drugiej strony Żyrondyści podjęli próby utrzymania pokoju wysyłając do elektora Trewiru zaprzestania ruchów antyrewolucyjnych. Leopold II widząc szansę na odsunięcie wojny zalecił Trewirowi, choćby formalnie, przystać na warunki Francji. Jednocześnie wysłał do rządu francuskiego notę, w której straszył, że wojska austriackie będące w Luksemburgu podejmą atak w przypadku „nieprzyjaznych kroków wobec Trewiru”. Rząd żyrondystyczny postawił ultimatum, w którym domagał się od Austrii deklaracji o niemieszanie się w wewnętrzne sprawy Francji. Przyspieszyło to podpisanie sojuszu austriacko-pruskiego, który podpisano 7 lutego 1792 roku. Było to na rękę Fryderykowi Wilhelmowi II, który miał świadomość, że po układzie w Reichenbach prestiż Prus był osłabiony. Król liczył, że uda mu się zdobyć Księstwo Jülich, Księstwo Bergu oraz Ansbach-Bayreuth. Miał też nadzieję na uzyskanie odszkodowań za straty wojenne w Polsce.
1 marca 1792 roku, po krótkotrwałej chorobie, zmarł cesarz Leopold II Habsburg. Jego miejsce zajął najstarszy syn, czterdziestoletni wówczas Franciszek II Habsburg, który koronował się na króla Austrii, Czech i Węgier jeszcze tego samego dnia (11 sierpnia 1804) proklamowany cesarzem Austrii, tytuł cesarza rzymskiego otrzymał 5 lipca 1792. Jeszcze przed przyjęciem koronacji na króla Węgier i Czech Francja wypowiedziała mu wojnę (koronacje nastąpiły w czerwcu i sierpniu), jako królowi Czech i Węgier. Francja postąpiła tak mając nadzieję, że Austria zostanie odizolowana od pomocy Prus. Tak też się stało we wstępnym okresie. 22 maja 1792 roku Prusy wystosowały do Austrii zachętę do zorganizowana działania na ziemiach polskich (chociaż jeszcze niedawno w 1790 roku podpisał przymierze polsko-pruskie). Rozmowy prowadzone w Moguncji nie dostarczyły jednak dostatecznego wyniku. Austria zgodziła się na plany pruskiego zagarnięcia ziem Rzeczypospolitej, pod warunkiem oddania zajętych wcześniej 2 grudnia 1791 roku margrabstw Ansbach-Bayreuth. Prusy prowadząc rozmowy z Austrią, za jej plecami paktowały z Rosją nad potencjalnym II rozbiorem Polski. Tymczasem w kwietniu 1792 roku w Belgii doszło do konfrontacji pomiędzy Austrią i Francją. Prusy dołączyły się do wojny prawie trzy miesiące później, gdy 6 lipca 1792 roku wypowiedziały Francji wojnę. Głównym dowódcą został Karol Wilhelm z Brunszwiku. Jako doświadczony żołnierz zalecał wojnę ostrożną i ostrzegał przed nierozważnym działaniem. Jednak król Fryderyk Wilhelm II dążył do szybkich i zdecydowanych kroków. Początkowo armia wyruszyła w kierunku Nadrenii. Ówcześni mieszkańcy nie widząc szans na możliwy udział w zyskach nie chcieli uczestniczyć w wojnie. Armia austriacko-pruska z oddziałem heskim, badeńskim i kilkutysięcznym korpusem emigrantów wyruszyła z Koblencji i szła w kierunku granicy niemiecko-francuskiej. Podstawę korpusu emigracyjnego tworzyli arystokraci, ex-ministrowie, administratorzy oraz różni eksperci finansowi. Wozili oni warsztat do fałszowania asygnat rządu rewolucyjnego. Jak zanotował Goethe, który spotkał tę armię w Trewirze, w armii panowało rozgoryczenie i zniechęcenie do wyprawy. Wyczuwało się również niedostatek dyscypliny.
Karol Wilhelm – choć niechcący – to spowodował, że Francuzi przyspieszyli swój zryw narodowościowy. W odezwie do Francuzów groził osobom odpowiedzialnym za wypadki czerwcowe sądem wojennym. Słowa te były skierowane do Zgromadzenia Narodowego, władz okręgowych, miejskich i gwardii narodowej. W liście grzmiał, by mieszkańcy niezwłocznie ukorzyli się przed królem Francji. Zadeklarował, że w wypadku wyrządzenia krzywdy rodzinie królewskiej, doprowadzi do przykładnej zemsty, a buntowników skaże na śmierć. Odezwa ta byłą iskrą zapalną, która porwała lud rewolucyjny. 10 sierpnia 1792 roku tłum wyruszył na Tuileries i uwięził króla.
16 sierpnia armia prowadzona przez księcia brunszwickiego wkroczyła na terytorium Francji. Już 23 sierpnia poddała się twierdza Longwy, 2 września Verdun. Ostatecznie to jednak powstańcy zwyciężyli. Nowo wybrany komitet w Paryżu zebrał się po raz pierwszy 20 września 1792 roku.
Tymczasem armia pruska została zatrzymana pod Valmy, gdzie żołnierzom doskwierały braki w sprzęcie, żywności i lekarstw, a ponadto nękały ich ulewne deszcze i spięcia z partyzantami. Wszystko to wzmagało niezadowolenie w szeregach. Wpływ na żołnierzy miała też francuska propaganda, która rozrzucała ulotki z tekstem:

Francuzi są braćmi, ludźmi, którzy pragną być wolni, jak Wy.
Od was zależy, by pójść w nasze ślady i do tego właśnie was wzywamy.

Związek Niemiecki

Wskutek niepomyślności Prusaków na froncie Francja stwierdziła, że to dobry moment na rozmowy z najeźdźcą. Wkrótce nastąpił odwrót wojsk pruskich. Z armii liczącej 42 tysiące żołnierzy powróciło 20 tysięcy. Połowę z tego stanowili ranni i chorzy. W czasie powrotu bagaże i ciężki sprzęt grzęzł w błocie, stając się zdobyczą Francuzów. Ci posuwali się za cofającymi się wojskami interwencyjnymi. 24 września wkroczyli do Sabaudii, a 28 września do Chambéry. W kolejnych dniach wojska francuskie dotarły do Nicei i Villafranca. 30 września nastąpił szturm na Spirę, a kilka dni później na Wormację. Również w Belgii wojska francuskie przeciwko Austriakom odnosiły sukcesy. Wygrana pod Jamappes i Mons dała Francuzom możliwość wejścia do Brukseli. Zwycięstwo pod Jemappes spowodowało zmianę postawy Belgów w stosunku do sił francuskich, które uznano za wyzwolicieli kraju. Nieco inaczej wyglądała sytuacja na terenie Rzeszy. Emigranci oraz dwory książęce czuły niepokój. Porzucali swoje rezydencje i dwory, i uciekali w głąb Niemiec. Do ucieczki przygotowywali się też elektorowie Trewiru i Kolonii.
W 1797 roku, w wyniku pokoju w Campo Formio Austriacy musieli przekazać Francuzom Niderlandy i zgodzić się na aneksję całej lewobrzeżnej Nadrenii przez Francję. Ostatecznie Austria i Rzesza uznały republikę francuską i jej zdobycze w Nadrenii i Niderlandach w 1801 roku. Po porażkach Austrii w wojnie z Francją, Napoleon chciał w jakiś sposób zrekompensować straty niemieckich książąt i stanów, którzy stracili swoje dobra na zachodnim brzegu Renu. Postanowił zaingerować w wewnętrzne sprawy Niemiec i w 1803 roku, w porozumieniu z Rosjanami, podyktował szereg reform struktury Świętego Cesarstwa Rzymskiego, polegających głównie na scaleniu gruntów i zmianie składu kolegium elektorów (Wirtembergia, Badenia, Hesja i Würzburg w miejsce Kolonii i Trewiru) oraz poddaniu drobnych państewek władzy większych organizmów. Granice nowych państewek wytyczano czasami dość przypadkowo. I tak na przykład Palatynat leżący na lewym brzegu Renu, do Badenii, która jest na prawym. Podobnie Frankonię włączono do Bawarii. Zeświecczono również państwa kościelne, zniknęły księstwa elektorskie, biskupstwa metropolitarne, oraz opactwa i klasztory podległe Rzeszy. Liczebność państw Rzeszy spadła z kilkuset do kilkunastu. Następnie Napoleon pokonał Austrię i zmusił cesarza rzymsko-niemieckiego, Franciszka II, do formalnej likwidacji Świętego Cesarstwa 6 sierpnia 1806 roku, przy okazji uzależniając od siebie mniejsze państwa niemieckie, które połączył 12 lipca tego samego roku w Związek Reński. Już w 1804 roku Franciszek II, przewidując ten bieg wydarzeń, przyjął tytuł cesarza Austrii jako Franciszek I, aby uchronić Habsburgów od degradacji do stopnia królewskiego. Jeszcze w 1806 roku Napoleon rozbił potęgę Prus i odebrał im ziemie II i III zaboru Polski, tworząc Księstwo Warszawskie. Wszystkie te wydarzenia bardzo popsuły stosunki francusko-pruskie i francusko-niemieckie. Sytuacja uspokoiła się nieco w roku 1807 i na pięć lat zapanował względny pokój. Również w tym roku Francuzi utworzyli w zachodnich Niemczech zależne od siebie Królestwo Westfalii. Obalenie Napoleona przyniosło powrót mocarstwowej pozycji Austrii i Prus, a kongres wiedeński w 1815 roku ustanowił w Niemczech nowy system polityczny.

## Wiosna Ludów

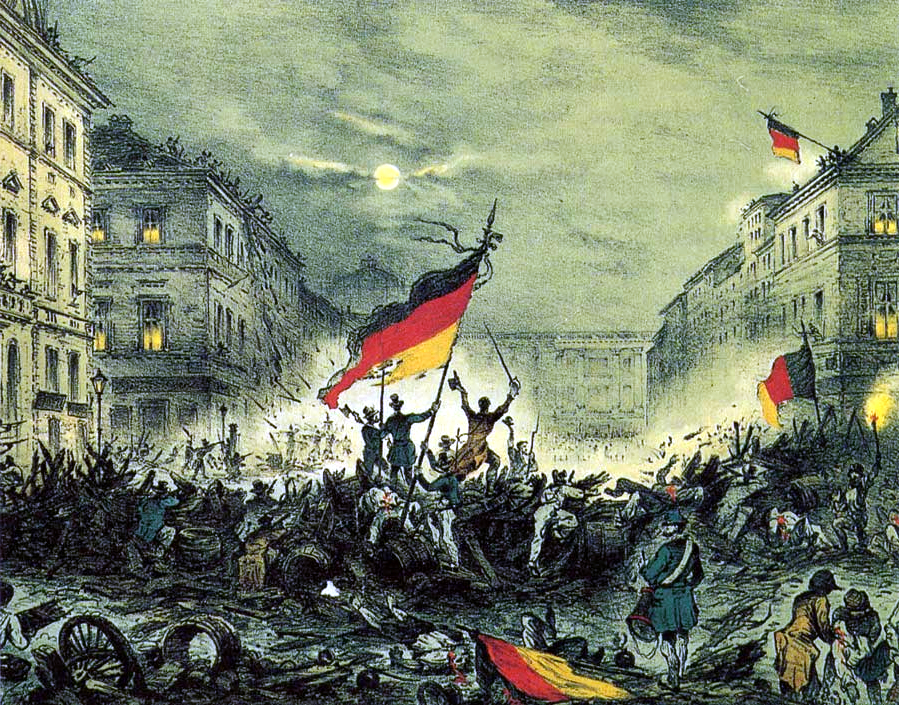
Świętujący rewolucjoniści po wygranej w marcu 1848

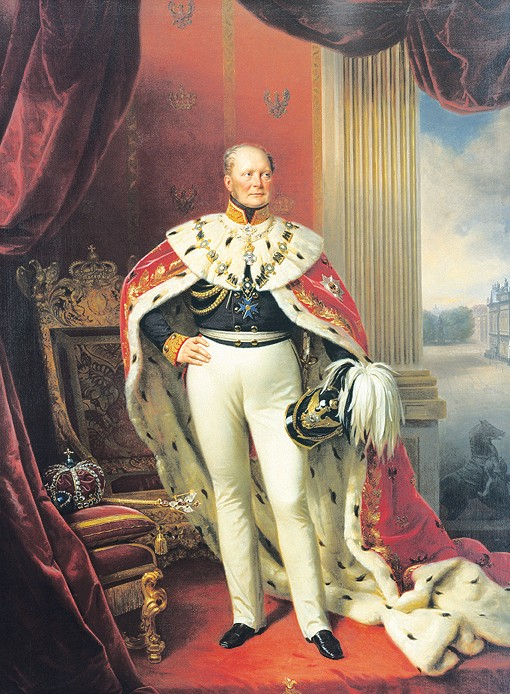
Fryderyk Wilhelm IV

W marcu 1848 roku w Berlinie doszło do demonstracji ulicznych. W tym samym czasie w Heidelbergu trwały prace nad utworzeniem ogólnoniemieckiego parlamentu. Projekt, pozytywnie zaopiniowany przez Radę Związku Niemieckiego. W maju 1848 roku we Frankfurcie nad Menem rozpoczął swoje obrady parlament, nazywany frankfurckim.
Ostatecznie wydarzenia w Królestwie Pruskim i w innych państwach niemieckich zostały stłumione. Parlament ustalił projekt zjednoczenia Niemiec pod przewodnictwem Prus. Jednak na jego uchwałę z prośbą o przyjęcie korony cesarskiej król pruski, Fryderyk Wilhelm IV odparł, iż nie będzie podnosił korony z błota. Chciał w ten sposób zaakcentować, iż władzę nad całymi Niemcami przyjąć może jedynie z rąk równych mu królów i książąt niemieckich, a nie z rąk reprezentacji ludu. Wkrótce potem parlament został rozpędzony przez wojska wirtemberskie w Stuttgarcie, gdzie pod koniec obradował.

## Zjednoczenie Niemiec w latach 1866–1871

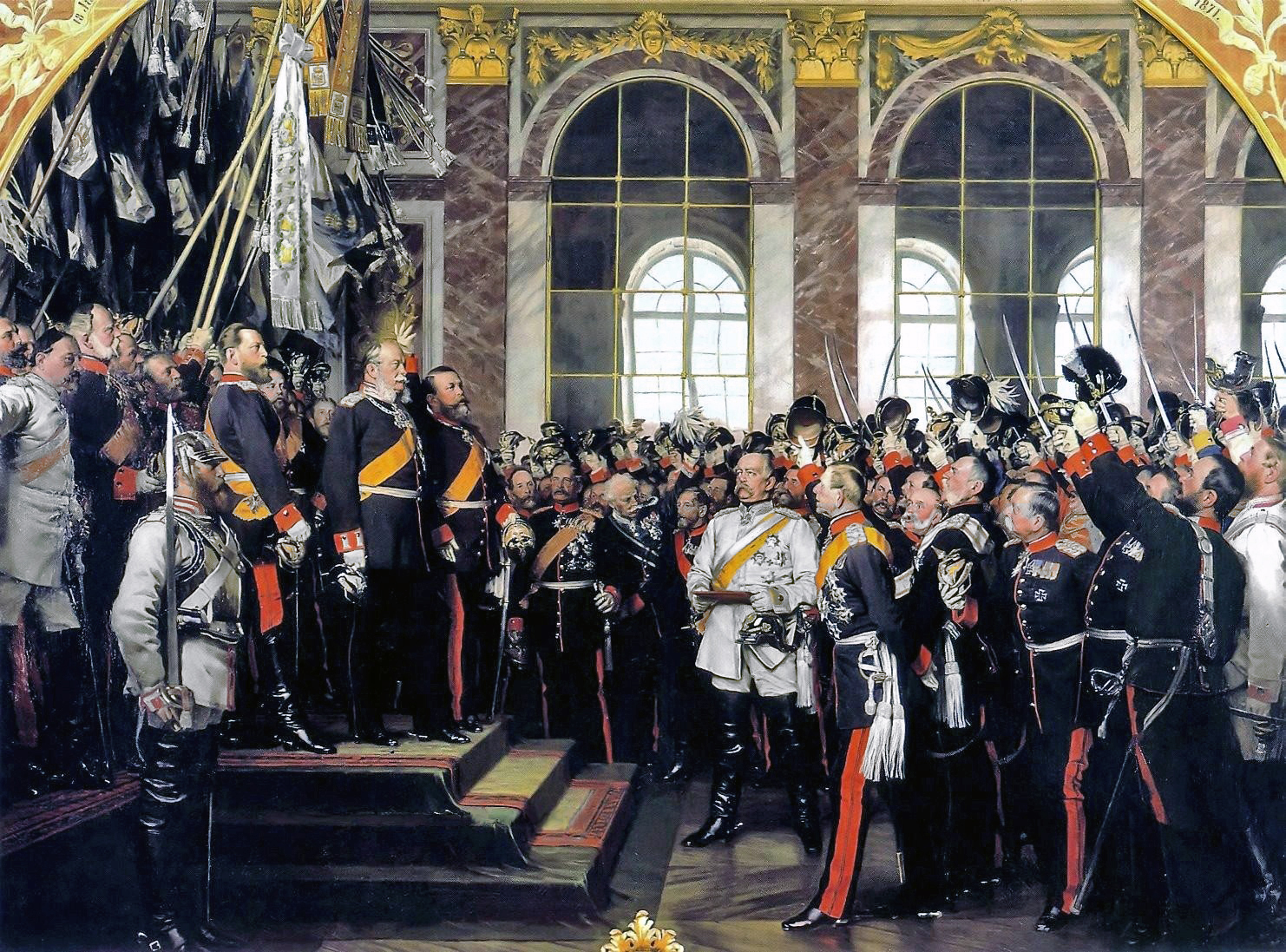
Proklamowanie II Rzeszy w Wersalu

Po wojnie austriacko-pruskiej w 1866 r. najsilniejszą pozycję w Niemczech uzyskały Prusy, po wojnie francusko-pruskiej w roku 1871 w pałacu wersalskim doszło do podpisania dokumentu, który świadczył o zjednoczeniu ziem niemieckich. Wilhelm I koronował się na cesarza II Rzeszy. W skład zjednoczonych ziem niemieckich nie weszła Austria. Otto von Bismarck, kanclerz Prus został kanclerzem zjednoczonych Niemiec. Ten okres przyniósł także intensyfikację polityki prześladowań Polaków zmuszonych do życia w państwie Pruskim w wyniku agresywnej polityki Prus, które zagarnęły Polskie ziemie. Dotychczasowa dyskryminacja uległa rozszerzeniu i przybrała na sile, szczególnie ze względu na to iż polską ludność Bismarck uważał za jedno z największych zagrożeń dla Niemiec.

## Epoka bismarckowska (II Rzesza)

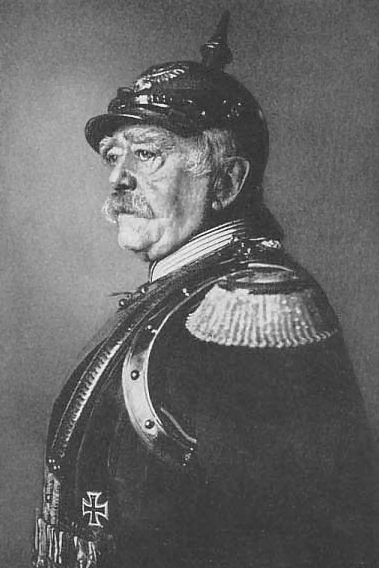
Otto von Bismarck

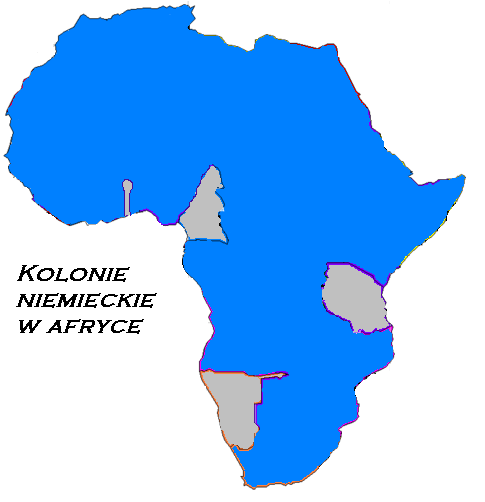
Afrykańskie kolonie Niemiec

Na przeł. XIX i XX wieku Niemcy stały się mocarstwem. Następował szybki rozwój przemysłu. W latach 1880–1900 Niemcy uzyskały też kolonie w Afryce, takie jak Togo, Kamerun, Niemiecka Afryka Południowo-Zachodnia (obecna Namibia), Niemiecka Afryka Wschodnia (obecna Tanzania) i Oceanii, m.in. Archipelag Bismarcka, Wyspy Salomona, Karoliny, Mariany. Z końcem XIX wieku utworzono trójprzymierze, którego przeciwwagą była ententa.

## Niemcy w I wojnie światowej
Po wybuchu I wojny światowej Niemcy nie zdołały wykonać planu wojny błyskawicznej, wojna przybrała charakter pozycyjny, rosło niezadowolenie z jej powodu. 21 marca 1918 roku rozpoczęła się tzw. ofensywa wiosenna 1918 roku. Miała na celu przełamanie frontu i pokonanie aliantów przed przybyciem wojsk amerykańskich. Była to seria ataków wojsk niemieckich na froncie zachodnim, podzielona na cztery operacje. Pierwsza, o nazwie Michael rozpoczęła się 21 marca 1918 roku uderzeniem około 750-tysięcznej armii z 6 tysiącami dział na długości 60 kilometrów frontu zachodniego, której celem było rozerwanie linii alianckich wojsk na dwie części. Pod koniec maja Niemcy przystąpiły do ofensywy na froncie francuskim (Operacja Blücher-Yorck). Ostatnia próba przerwania frontu miała miejsce 15 lipca nad Marną (bitwa nad rzeką Marną). Wstrzymano ją już 17 lipca, a dzień później kontrofensywę rozpoczęły armie pod dowództwem francuskim i amerykańskim (ofensywa stu dni), co ostatecznie zmusiło Niemcy do rokowań pokojowych. 14 sierpnia 1918 roku dowódca generał Erich Ludendorff doniósł o porażce. Od tego czasu przez najbliższe sześć tygodni w niemieckiej polityce właściwie nic się nie działo, natomiast znacznie zaczęła pogarszać się sytuacja militarna. Front turecki się załamał, a front austriacki we Włoszech był w bardzo słabej kondycji. Coraz słabszy był front zachodni.
30 września Wilhelm II wydał edykt w którym wyraził zdanie, że naród powinien skuteczniej współpracować w kształtowaniu losów ojczyzny oraz że ludzie powinni uczestniczyć w prawach i obowiązkach rządu. Tego samego dnia ze stanowiska premiera ustąpił Georg von Hertling, a jego rząd zakończył swoją pracę 4 października. Tego samego dnia utworzony został Rząd Maximiliana von Badena. Na jego czele stanął badeński magnat Max von Baden. Za kadencji tego rządu prowadzone były rozmowy pokojowe w Compiègne. W negocjacjach tych brała udział delegacja którą od 6 listopada kierował minister bez teki Matthias Erzberger.
3 listopada 1918 roku kilońskie powstanie marynarzy zapoczątkowało rewolucję listopadową, 9 listopada proklamowano republikę, cesarz abdykował, a rząd Badena zakończył działalność. Wtedy też zaczął funkcjonować rząd Friedricha Eberta.
11 listopada 1918 roku o godzinie 5 rano w wagonie kolejowym w lesie Compiègne niedaleko miasta o tej samej nazwie podpisany został rozejm. Przedstawicielem Francuzów był marszałek Ferdinand Foch, szefem delegacji niemieckiej wcześniej wspomniany Matthias Erzberger. Rozejm obwiązywać miał przez 36 dni, jednak poprzez ciągłe przedłużanie jego trwania ustalono, że będzie obowiązywał przez czas nieokreślony. 28 czerwca 1919 podczas konferencji pokojowej w Paryżu potwierdzono warunki rozejmu traktatem wersalskim. Wszedł on w życie 10 stycznia 1920 roku.

## Republika Weimarska
Utracone w okresie 1919–1921
     Wolne Miasto Gdańsk
     Ziemie utracone na rzecz Polski wskutek II wojny światowej
     Ziemie utracone na rzecz ZSRR wskutek II wojny światowej

Straty terytorialne Niemiec w latach 1919–1945
Utracone w okresie 1919–1921
Wolne Miasto Gdańsk
Ziemie utracone na rzecz Polski wskutek II wojny światowej
Ziemie utracone na rzecz ZSRR wskutek II wojny światowej

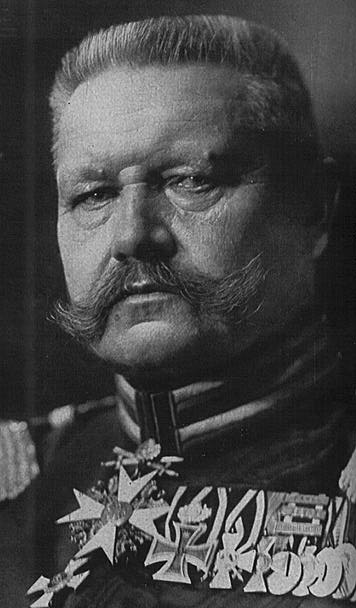
Paul von Hindenburg

Okres Republiki Weimarskiej (1919–1933) obejmuje większą część niemieckiego międzywojnia.
Powstanie republiki ma bezpośredni związek z wybuchem rewolucji listopadowej pod koniec I wojny światowej. Podjęcie reform mających doprowadzić do demokracji parlamentarnej w Niemczech były warunkiem państw ententy, a w szczególności prezydenta USA Woodrowa Wilsona, rozpoczęcia negocjacji pokojowych. Decyzja dowództwa marynarki cesarskiej o próbie doprowadzenia do jeszcze jednej bitwy z Royal Navy, podjęta już po wysłaniu prośby o rozejm, spowodowała bunt marynarzy w Kilonii. Bunt rozprzestrzenił się kolejno na inne porty: Hamburg, Bremę i Lubekę, a później już jako rewolucja listopadowa na większe miasta niemieckie: Monachium, Kolonię, Brunszwik i w końcu Berlin i cały kraj. Przypieczętowała ona los Cesarstwa.
9 listopada 1918 roku książę Max von Baden ogłosił abdykację cesarza Wilhelma II i powierzył urząd kanclerza Friedrichowi Ebertowi. Tego samego dnia Philipp Scheidemann proklamował republikę demokratyczną, czym wyprzedził o dwie godziny lewicowych radykałów. Wybory do zgromadzenia narodowego odbyły się 19 stycznia 1919 roku. Zgromadzenie zebrało się po raz pierwszy 6 lutego w Weimarze. 31 lipca 1919 konstytucja została przyjęta w swojej ostatecznej formie, a 11 sierpnia podpisana przez prezydenta Friedricha Eberta.
Rząd uznał ten dzień za święto narodowe. 16 kwietnia 1922 zawarty został między Niemcami a Rosją Radziecką układ w Rapallo, który przewidywał współpracę dyplomatyczną, gospodarczą i wojskową oraz rezygnację z wypłat reparacji. Układ ten został negatywnie odebrany przez mocarstwa zachodnie, a zwłaszcza Francję. Za koniec Republiki Weimarskiej uznaje się wydanie przez prezydenta Paula von Hindenburga po pożarze Reichstagu w dniu 28 lutego 1933 r. dekretu „O ochronie narodu i państwa” (niem. Verordnung zum Schutz von Volk und Staat), na skutek którego zawieszono podstawowe prawa i wolności obywatelskie zagwarantowane w konstytucji Republiki.

## III Rzesza

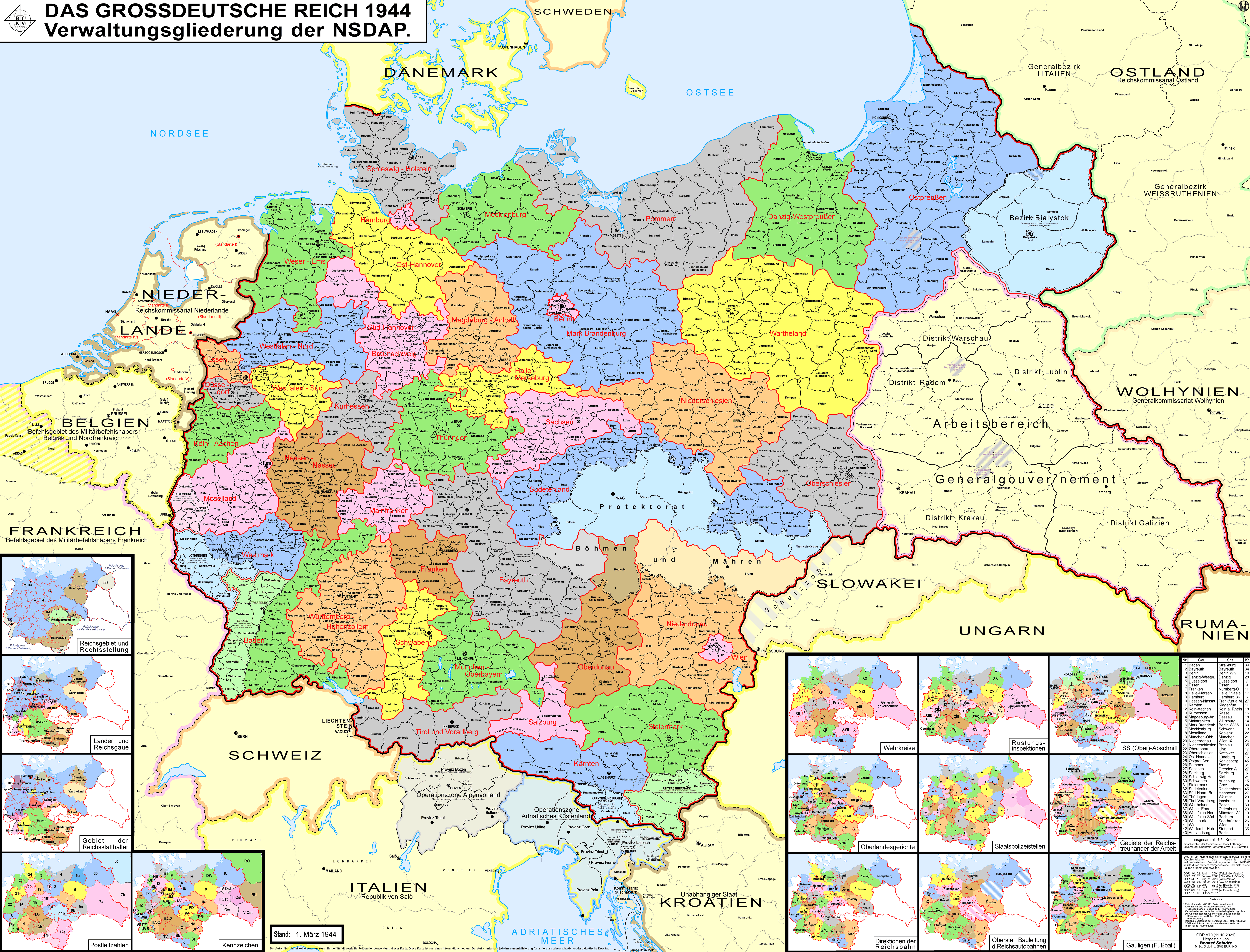
III Rzesza w 1944 r.

Kryzys gospodarczy roku 1929 spowodował wzrost ekstremizmu politycznego. Nacjonalistyczne i antykomunistyczne hasła NSDAP i jej propaganda socjalnego i gospodarczego cudu przyniosły sukces wyborczy.
Po zwycięstwie wyborczym NSDAP prezydent Paul von Hindenburg powołał Hitlera na kanclerza, który po śmierci prezydenta w 1934 r. przejął władzę prezydencką z tytułem wodza Rzeszy (Führer).
Wydane 28 II 1933, po pożarze Reichstagu, rozporządzenia „O ochronie narodu i państwa” oraz „O zdradzie narodu...” wprowadziły w Niemczech stan wyjątkowy, trwający aż do końca III Rzeszy, a uchwalona w 1933 r. ustawa o pełnomocnictwach rządu zapewniała mu możliwość wydawania ustaw sprzecznych z konstytucją.

Bandera wojenna III Rzeszy

W Niemczech zapanowała dyktatura określana jako nazizm. Nowymi rozporządzeniami zniesiono wolności obywatelskie, rozwiązano wszystkie partie polityczne, z wyjątkiem NSDAP, zakazano działalności związków zawodowych, zastosowano terror wobec opozycji. Hitler rozpoczął budowę obozów koncentracyjnych (od czerwca 1934) i polecił dokonać „likwidacji” potencjalnych przeciwników wewnątrz partii nazistowskiej („noc długich noży”). Zgodnie z doktryną nazistowską nastąpiły prześladowania ludności żydowskiej, usankcjonowane w roku 1935 przez ustawy norymberskie. Dla realizacji tych celów rozbudowano aparat terroru, tworzony przez takie organizacje jak Gestapo czy SS. Gdy Hitler poczuł się pewniej przyjęto w 1935 r. ustawę o odbudowie sił zbrojnych (Wehrmacht), co było sprzeczne z traktatem wersalskim. Partia wprowadziła ścisły nadzór państwa nad gospodarką. Niemcy przystąpiły do opanowania zdemilitaryzowanej Nadrenii (1936). Stworzono oś Berlin–Rzym–Tokio oraz pakt antykominternowski, do którego Hitler chciał pozyskać Polskę.
Politykę podbojów zapoczątkowało w roku 1938 przyłączenie (Anschluss) Austrii i zabór czechosłowackiego Kraju Sudetów zamieszkanych przez mniejszość niemiecką. W 1939 r., wbrew układowi monachijskiemu zawartemu kilka miesięcy wcześniej, Niemcy zajęły pozostałe ziemie czeskie, tworząc Protektorat Czech i Moraw podległy bezpośrednio Hitlerowi, a także zmusiły Słowaków do proklamowania Republiki Słowackiej, która była całkowicie zależna od Niemiec. Sygnałem dążenia do zmiany powersalskiego porządku były układy zawierane z ZSRR w 1939 (Pakt Ribbentrop-Mołotow).
Agresja na Polskę 1 września 1939 zapoczątkowała II wojnę światową. Niemcy zajęły Danię i Norwegię w 1940 roku, następnie Holandię, Belgię i Luksemburg oraz Francję do 1942 r. Po kampanii na Bałkanach (1941) i okupowaniu Jugosławii (jak mówili dowódcy niemieccy: „przy okazji”) oraz Grecji, którą bezskutecznie chciał opanować Benito Mussolini, Niemcy napadły 22 czerwca 1941 na ZSRR, w ramach „operacji Barbarossa”.

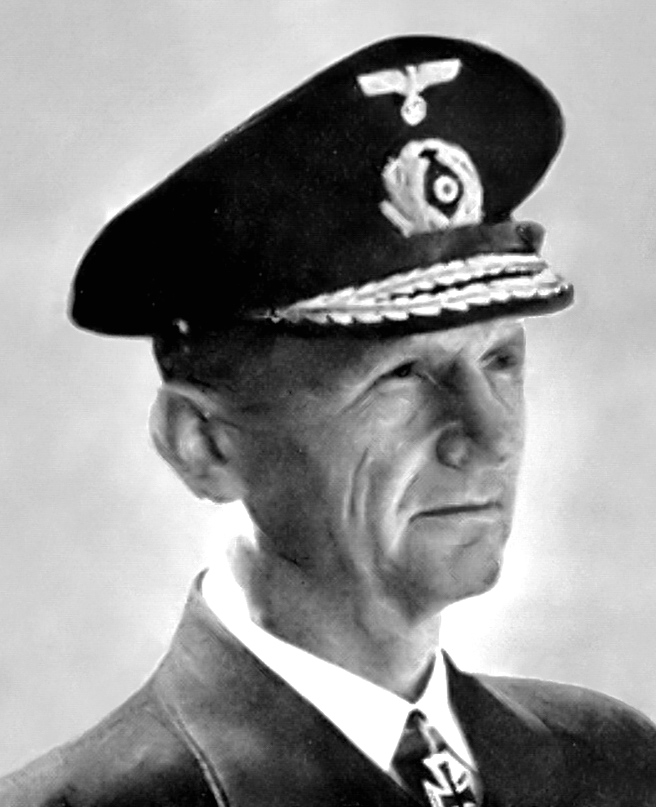
Następca Hitlera na stanowisku prezydenta Rzeszy – Karl Dönitz

Na okupowanych terenach Niemcy wprowadzili terror, dokonali niemal całkowitej zagłady Żydów, także eksterminacji wielu milionów ludzi innych narodowości, głównie Słowian i Romów. Główną rolę w realizacji tej polityki odegrało kierownictwo polityczne: NSDAP, SS, Gestapo uznane w procesie norymberskim w 1946 r. za organizacje przestępcze. W wyniku planowej eksterminacji ludności podbitych państw, Niemcy wymordowali nie mniej jak 10 milionów ludzi, w tym ponad 6 milionów obywateli polskich, w znacznej części narodowości żydowskiej. Działania bojowe koalicji antyfaszystowskiej, przybierający na sile ruch oporu w krajach okupowanych, przy jednoczesnym wyczerpaniu potencjału wojskowo-gospodarczego Niemiec, doprowadziły do przegrania przez Niemcy wojny. W latach 1942–1943 III Rzesza ponosiła klęski w ZSRR oraz w Afryce. Wskutek utworzenia przez aliantów w połowie 1944 roku drugiego frontu we Francji, na wiosnę 1945 r. doszło do całkowitej klęski Niemiec.
Po samobójstwie Hitlera (30 kwietnia 1945) nastąpiła, zgodnie z jego testamentem, rekonstrukcja rządu niemieckiego. Urząd prezydenta miał sprawować Karl Dönitz, dawny przywódca Kriegsmarine, a kanclerza – Joseph Goebbels, wcześniejszy minister propagandy. W praktyce głównym zadaniem nowego rządu miało być podpisanie aktu zawieszenia broni z państwami zachodnimi i przeciąganie wojny z ZSRR, w celu ewakuacji jak największej liczby uchodźców na zachód. Na to nie zgodził się Stalin i już 8 maja 1945 nastąpiło podpisanie bezwarunkowej kapitulacji Niemiec.

## Alianckie strefy okupacyjne

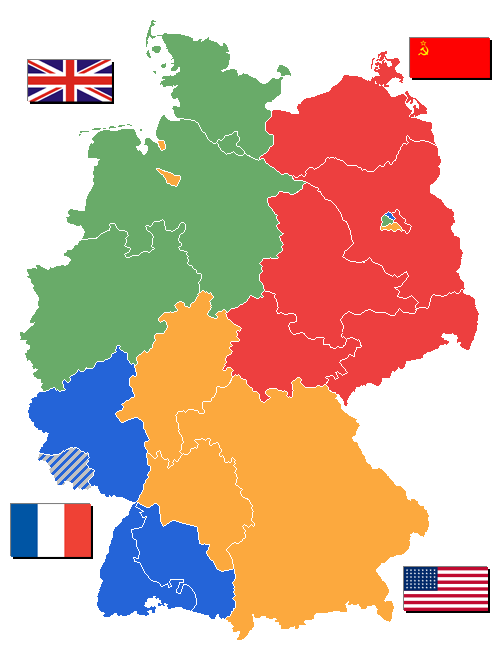
Strefy okupacyjne Niemiec

O godz. 23:01 czasu środkowoeuropejskiego 8 maja 1945 roku nastąpiła całkowita i bezwarunkowa kapitulacja Niemiec. W imieniu III Rzeszy podpis pod aktem kapitulacji złożył feldmarszałek Wilhelm Keitel. Deklaracją berlińską rządy czterech mocarstw sprzymierzonych: ZSRR, USA, Wielkiej Brytanii i Francji przejęły władzę w Niemczech. Władzę sprawowała w tym okresie Międzysojusznicza Rada Kontroli z siedzibą w Berlinie, w skład której wchodzili komendanci wojskowi mocarstw alianckich. Niemcy dotknęły poważne straty terytorialne i ludnościowe oraz zniszczenia wojenne. Całe terytorium III Rzeszy znalazło się pod obcym zarządem, przy czym prawie 1/3 terytorium – wszystkie ziemie na Wschód od Odry i Nysy Łużyckiej – przekazano cywilnej administracji Polski i ZSRR, zaś Okręg Saary – Francji. W wojnie poległo ponad 7 mln żołnierzy niemieckich (i austriackich) oraz ponad 3 mln ludności cywilnej. Berlin leżał w gruzach, a liczba ludności zmniejszyła się z 4,3 mln sprzed wojny do 2,8 mln po kapitulacji. Celem okupacji była całkowita demilitaryzacja Niemiec (oraz całkowita likwidacja przemysłu zbrojeniowego), denazyfikacja społeczeństwa (połączona z ukaraniem nazistowskich zbrodniarzy wojennych), demokratyzacja (polegająca na zniesieniu całości ustawodawstwa narodowosocjalistycznego) oraz dekartelizacja gospodarki (likwidacja porozumień monopolistycznych przemysłu niemieckiego, współodpowiedzialnego za rozwój machiny wojennej III Rzeszy), aby przygotować Niemców do przyszłego życia politycznego na podstawach demokratycznych i do pokojowej współpracy na arenie międzynarodowej.

## Podział Niemiec
W styczniu 1947 roku brytyjska i amerykańska strefa zostały połączone w Bizonię. W czerwcu 1948 roku miała miejsce narada w Londynie, podczas której państwa zachodnie odrzuciły propozycję ZSRR, zmierzającą do utworzenia jednego rządu ogólnoniemieckiego. Stało się jasne, iż Niemcy zostaną podzielone na dwa odrębne państwa, które dostaną się w różne strefy wpływów. Doszło więc do utworzenia dwóch państw niemieckich: 21 września 1949 Republiki Federalnej Niemiec i 7 października 1949 Niemieckiej Republiki Demokratycznej oraz enklawy Berlin Zachodni.

## Niemiecka Republika Demokratyczna

Flaga NRD

Państwo to powstało z inicjatywy komunistycznej partii o nazwie Socjalistyczna Partia Jedności Niemiec (Sozialistische Einheitspartei Deutschlands, SED) i pod auspicjami Związku Radzieckiego. W latach 1946–1948 SED ugruntowała swoją pozycję polityczną i zdominowała organy władzy w strefie okupacyjnej. Partia ta w marcu 1948 roku powołała Niemiecką Radę Ludową, która 7 października 1949 roku przekształciła się w Tymczasową Izbę Ludową, przyjęła konstytucję i proklamowała powstanie nowego państwa. Władzę objęła SED.
Pierwszym prezydentem NRD został Johannes Dieckmann, został zastąpiony przez Wilhelma Piecka (Dieckmann objął urząd przewodniczącego Izby Ludowej). 12 października na urząd premiera wybrano Ottona Grotewohla; tego samego dnia Izba Ludowa przyjęła konstytucję. NRD od roku 1950 była członkiem RWPG, a od roku 1955 Układu Warszawskiego. W roku 1961 NRD podjęła decyzję o budowie Muru Berlińskiego oddzielającego Berlin Wschodni od Berlina Zachodniego.

## Niemcy Zachodnie
Państwo to powstało z połączonych stref okupacyjnych aliantów zachodnich tzw. Trizonii. Stolicą nowego państwa zostało prowincjonalne Bonn. W momencie zjednoczenia obszar państwa wynosił 248,2 tys. km². Pierwszym kanclerzem RFN został Konrad Adenauer, który stanął na czele koalicji CDU/CSU, FDP i DP. W maju 1949 roku weszła w życie ustawa zasadnicza, która obowiązuje do dziś. W 1951 roku RFN była jednym z państw-założycieli Europejskiej Wspólnoty Węgla i Stali, a w 1955 została przyjęta do NATO.

## Ponowne zjednoczenie Niemiec
W lipcu 1990 roku NRD połączyła unia walutowa, gospodarcza i społeczna z RFN.
3 października 1990 roku odrodzone kraje związkowe NRD przystąpiły do Republiki Federalnej Niemiec, co zakończyło proces jednoczenia Niemiec.